# Liste der Biografien/Meis
Liste der Biografien |
Portal Biografien |
Personensuche
# |
A |
B |
C |
D |
E |
F |
G |
H |
I |
J |
K |
L |
M |
N |
O |
P |
Q |
R |
S |
T |
U |
V |
W |
X |
Y |
Z |
?
 
Ma |
Mb |
Mc |
Md |
Me |
Mf |
Mg |
Mh |
Mi |
Mj |
Mk |
Ml |
Mm |
Mn |
Mo |
Mp |
Mq |
Mr |
Ms |
Mt |
Mu |
Mv |
Mw |
Mx |
My |
Mz
 
Mea–Mee |
Mef |
Meg |
Meh |
Mei |
Mej |
Mek |
Mel |
Mem |
Men |
Meo |
Mep |
Mer |
Mes |
Met |
Meu |
Mev |
Mew |
Mex |
Mey |
Mez
 
Meib |
Meic |
Meid |
Meie |
Meif |
Meig |
Meih |
Meij |
Meik |
Meil |
Meim |
Mein |
Meip |
Meir |
Meis |
Meit |
Meiu |
Meiw |
Meix |
Meiz
Die Liste der Biografien führt alle Personen auf, die in der deutschsprachigen Wikipedia einen Artikel haben. Dieses ist eine Teilliste mit 898 Einträgen von Personen, deren Namen mit den Buchstaben „Meis“ beginnt.

## Meis
- Meis, Dieter (* 1948), deutscher Fußballspieler
- Meis, Hans (1902–1984), deutscher Politiker (CDU), MdB
- Meis, Lisanne (* 1996), deutsche Volleyballspielerin
- Meis, Michel (* 1989), luxemburgischer Jazzmusiker
- Meis, Moritz (* 1987), deutscher American-Football-Spieler
- Meis, Peter (1953–2023), deutscher Theologe
- Meis, Reinhard (1940–2023), deutscher Uhrmacher und Autor
- Meis, Sylvie (* 1978), niederländische Moderatorin und ModelSylvie Meis (* 1978)

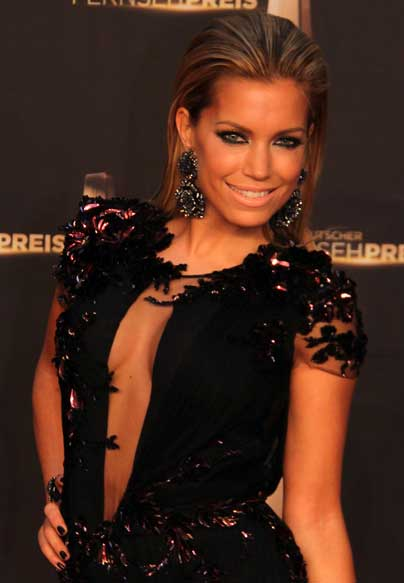
Sylvie Meis (* 1978)

### Meisb
- Meisburger, Johann Joseph (1745–1813), deutscher Baumeister und Stuckateur des Klassizismus

### Meisc
- Meisch, Adrien (1930–2020), luxemburgischer Diplomat
- Meisch, Claude (* 1949), luxemburgischer Zoologe
- Meisch, Claude (* 1971), luxemburgischer Politiker, Mitglied der Chambre
- Meisch, Dietmar (* 1959), deutscher Leichtathlet
- Meisch, Hans-Joachim (* 1957), deutscher Radsportler
- Meisch, Léon (* 1907), luxemburgischer Fußballspieler
- Meischberger, Walter (* 1959), österreichischer Unternehmer und Politiker (FPÖ), Abgeordneter zum Nationalrat, Mitglied des Bundesrates
- Meischeider, Emil (1828–1906), deutscher Reichsgerichtsrat
- Meischner, Horst (1904–1977), deutscher Lehrer und Politiker (NDPD), MdV
- Meischner, Joachim (* 1946), deutscher Biathlet
- Meischner, Klaus Dieter (1934–2012), deutscher Geologe und Paläontologe
- Meischner, Magnus (1821–1892), deutscher Jurist und Politiker (DFP), MdL (Königreich Sachsen)
- Meischner-Metge, Anneros (1940–2021), deutsche Psychologin

### Meisd
- Meisdalshagen, Olav (1903–1959), norwegischer Politiker

### Meise
- Meise, Axel (* 1962), deutscher Unternehmer
- Meise, Eckhard (* 1940), deutscher Altphilologe und Historiker
- Meise, Sebastian (* 1976), österreichischer FilmregisseurSebastian Meise (* 1976)

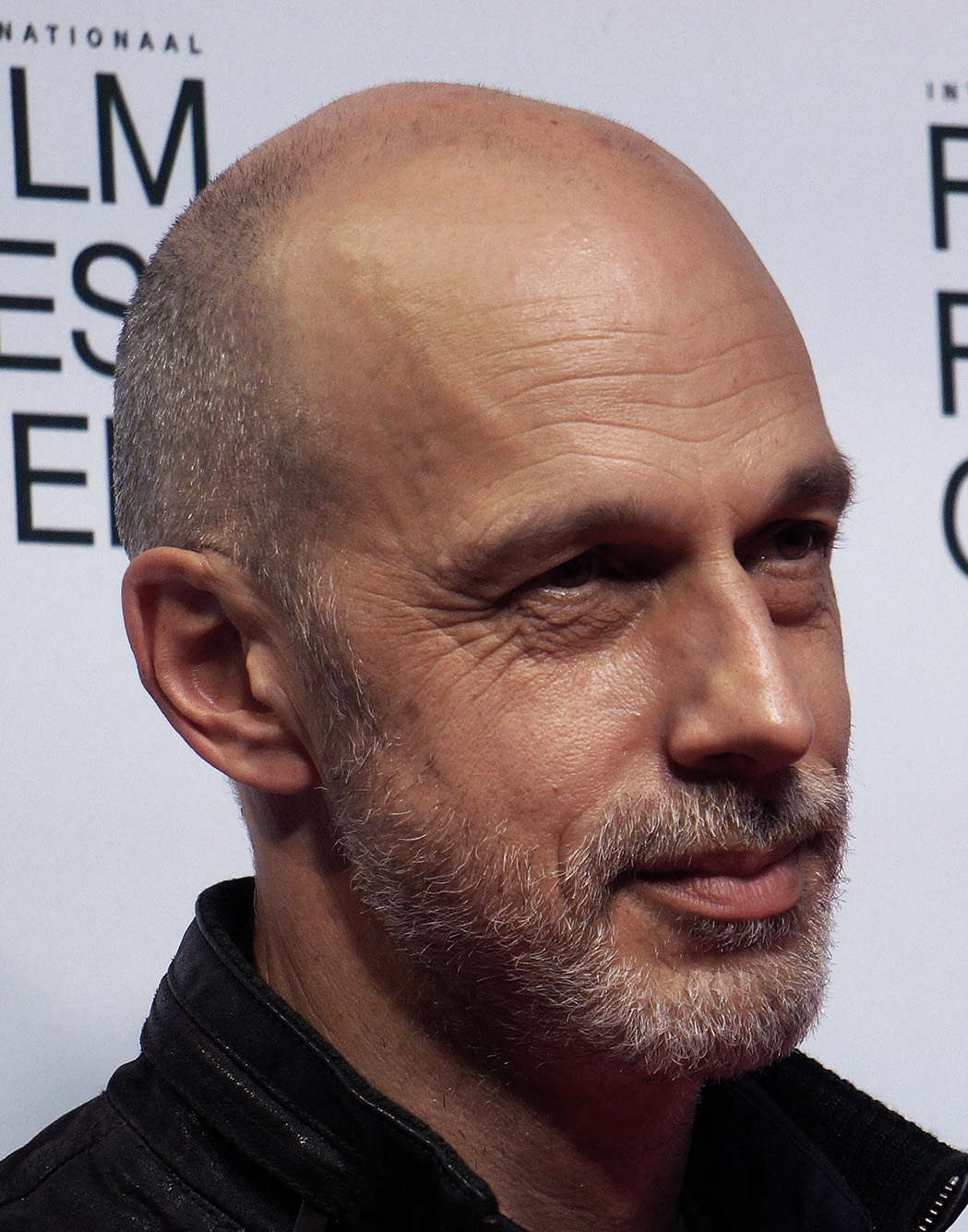
Sebastian Meise (* 1976)

- Meise, Wilhelm (1891–1974), deutscher Generalleutnant, Inspekteur der Pioniere im Zweiten Weltkrieg
- Meise, Wilhelm (1901–2002), deutscher Ornithologe
- Meise-Laukamp, Ina (* 1957), deutsche Politikerin (SPD), MdL
- Meisel, Armin (1926–2022), deutscher Chemiker
- Meisel, Bjarne (* 1998), deutscher Schauspieler
- Meisel, Dominik (* 1999), deutscher Fußballspieler
- Meisel, Edmund (1894–1930), deutscher Dirigent, Komponist und Violinist
- Meisel, Ernst (1838–1895), deutscher Historien- und Genremaler
- Meisel, Fritz (1897–1960), deutscher Maler, Zeichner und Grafiker
- Meisel, Georg († 1710), deutscher Prälat und päpstlicher Kammerherr
- Meisel, Gerhard (1903–1979), deutscher Keramiker
- Meisel, Gustav (1803–1857), sächsischer Jurist und Politiker
- Meisel, Hanns-Ulrich (* 1943), deutscher Chemiker, Pastor und Politiker (Neues Forum, Bündnis 90/Die Grünen)
- Meisel, Hans (1900–1991), deutsch-amerikanischer Schriftsteller und Politikwissenschaftler
- Meisel, Hans (* 1961), deutscher Fußballspieler
- Meisel, Heribert (1920–1966), österreichischer SportjournalistHeribert Meisel (1920–1966)

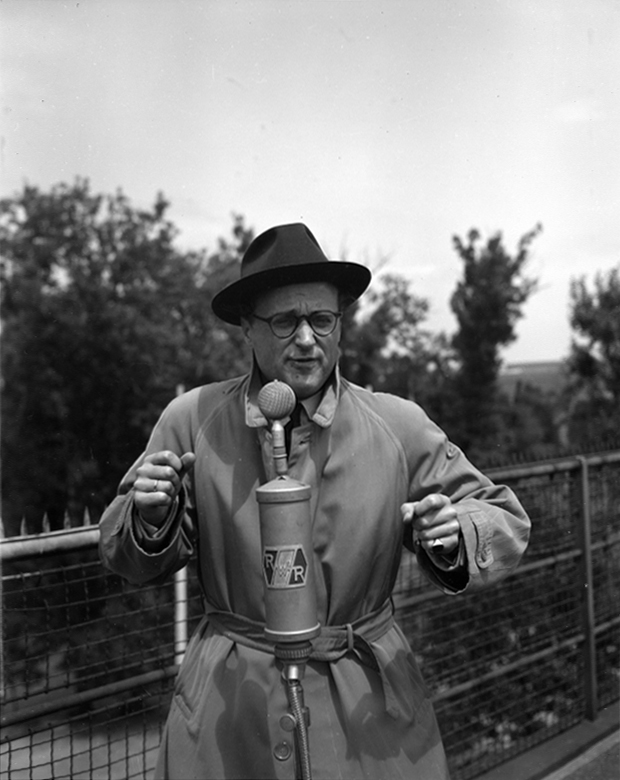
Heribert Meisel (1920–1966)

- Meisel, Hilde (1914–1945), deutsche Sozialistin und Publizistin
- Meisel, Hubert (1912–1991), deutscher römisch-katholischer Pfarrer
- Meisel, Hugo (1887–1966), deutscher Porzellan-Gestalter und Museumsdirektor in der DDR
- Meisel, Johanna (1906–1981), deutsche Filmeditorin
- Meisel, Josef (1911–1993), österreichischer Parteifunktionär (KPÖ), Interbrigadist, Widerstandskämpfer und Auschwitzüberlebender
- Meisel, Jürgen Michael (* 1944), deutscher Romanist
- Meisel, Karl (1882–1945), deutscher Landrat
- Meisel, Karl-Heinz (* 1951), deutscher Informatiker und Hochschullehrer
- Meisel, Kurt (1912–1994), österreichischer Schauspieler und Regisseur
- Meisel, Manfred (1948–1997), deutscher Gastronom
- Meisel, Mordechai (1528–1601), jüdischer Bankier, Philanthrop und Ältester der jüdischen Gemeinde in Prag
- Meisel, Peeter (1901–1937), estnischer Schriftsteller und Kritiker
- Meisel, Peter (1935–2010), deutscher Musikverleger und Verlagsgründer
- Meisel, Rudi (* 1949), deutscher Fotograf
- Meisel, Steven (* 1954), US-amerikanischer Fotograf und Illustrator
- Meisel, Wilhelm (1893–1974), deutscher Marineoffizier, Admiral im Zweiten Weltkrieg und Chef der SeekriegsleitungWilhelm Meisel (1893–1974)

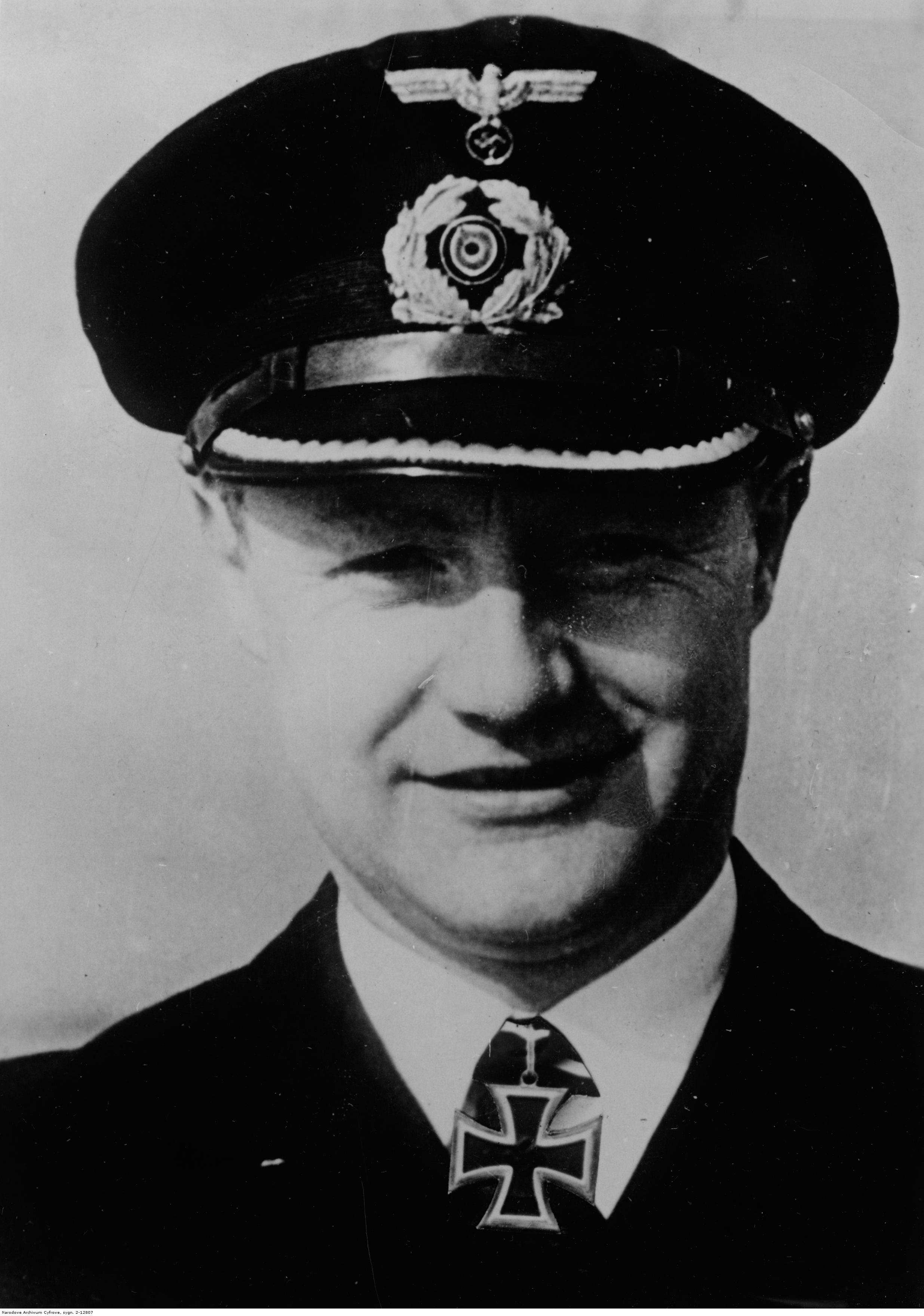
Wilhelm Meisel (1893–1974)

- Meisel, Will (1897–1967), deutscher Tänzer, Komponist und Verlagsgründer
- Meisel-Heß, Grete (1879–1922), österreichisch-deutsche Schriftstellerin
- Meiselas, Susan (* 1948), US-amerikanische Fotografin
- Meiselbach, Bettina (* 1969), deutsche Roman- und Sachbuchautorin
- Meisels, Abisch (1893–1959), jiddischer Theaterautor
- Meisels, Dow Ber (1798–1870), polnischer Bankier und Oberrabbiner
- Meisels, Samuel (1877–1942), jüdischer Schriftsteller und Übersetzer
- Meisen, Adrian (* 1997), deutscher Skirennläufer
- Meisen, Bastian (* 1996), deutscher Skirennläufer
- Meisen, Emil (1939–2022), deutscher Fußballspieler
- Meisen, Karl (1891–1973), deutscher Volkskundler und Germanist
- Meisen, Marcel (* 1989), deutscher RadrennfahrerMarcel Meisen (* 1989)

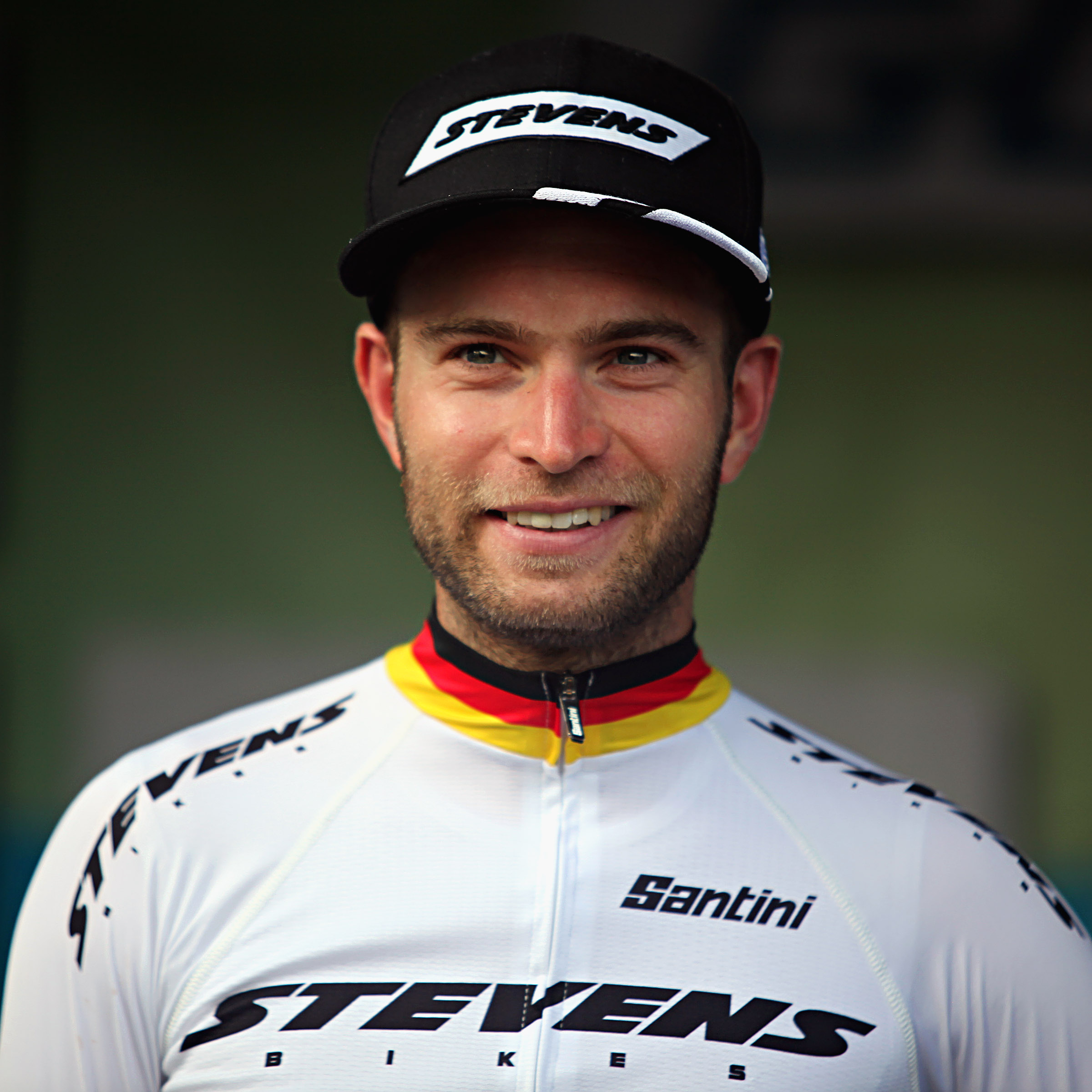
Marcel Meisen (* 1989)

- Meisen, Paul (1933–2020), deutscher Flötist und Hochschullehrer
- Meisenbach, Georg (1841–1912), deutscher Kupferstecher, Grafiker und Unternehmer, Erfinder der Autotypie
- Meisenberg, Gerhard (* 1953), deutscher Biochemiker
- Meisenberg, Martina (* 1967), deutsche Moderatorin
- Meisenberg, Michael (1944–2020), deutscher Jurist
- Meisenberg, Peter (* 1948), deutscher Schriftsteller, Drehbuch- und Hörspielautor
- Meisenburg, Trudel, deutsche Romanistin und Hochschullehrerin
- Meisenheimer, Jakob (1876–1934), deutscher Chemiker
- Meisenheimer, Johannes (1873–1933), deutscher Zoologe
- Meisenheimer, Wolfgang (* 1933), deutscher Architekt, Hochschullehrer und Autor
- Meisenzahl, Eva (* 1962), deutsche Psychiaterin und Hochschullehrerin
- Meiser, Bruno (* 1962), deutscher Arzt und Hochschullehrer
- Meiser, Gerd (1939–2019), deutscher Journalist und Buchautor
- Meiser, Gerhard (* 1952), deutscher Indogermanist
- Meiser, Hans (1881–1956), deutscher lutherischer Landesbischof von Bayern
- Meiser, Hans (1946–2023), deutscher Radio- und FernsehmoderatorHans Meiser (1946–2023)

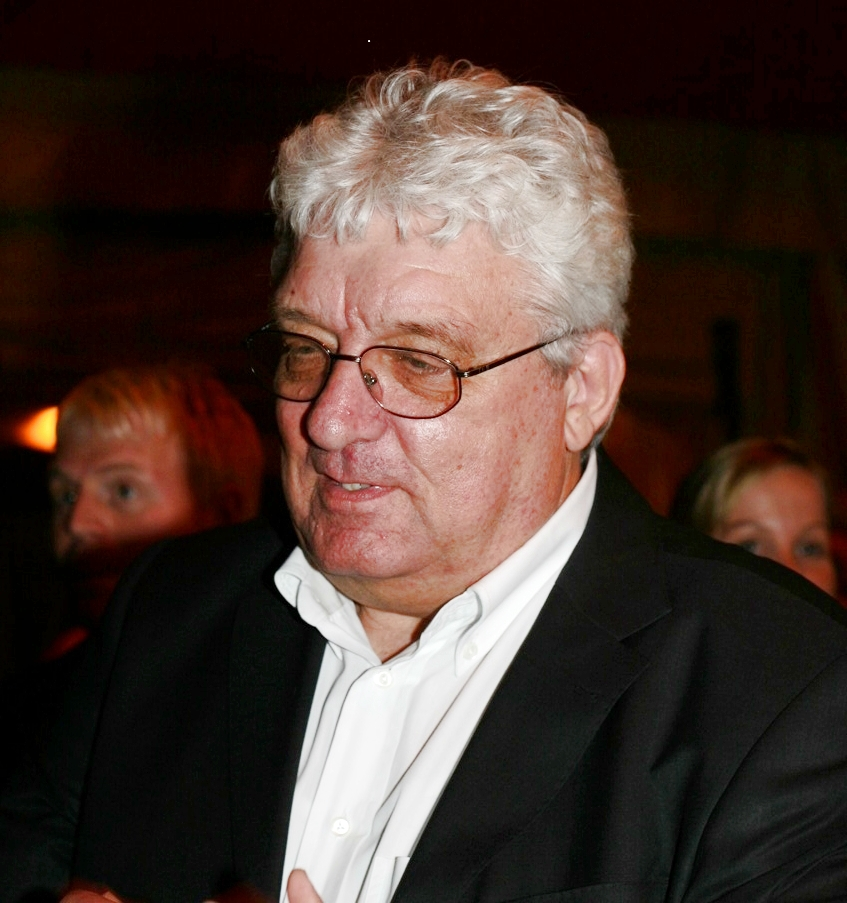
Hans Meiser (1946–2023)

- Meiser, Hans Christian (* 1957), deutscher Journalist, Moderator, Übersetzer und Publizist
- Meiser, Hugo (1921–1993), deutscher Politiker (SED)
- Meiser, Jana-Marie (* 1989), deutsche Volleyballspielerin
- Meiser, Johannes (1931–2002), deutscher Radamateur
- Meiser, Jonas (* 1999), deutscher Fußballspieler
- Meiser, Klaus (* 1954), deutscher Politiker (CDU), MdL
- Meiser, Martin (* 1957), deutscher evangelischer Theologe
- Meiser, Pascal (* 1975), deutscher Politiker (Die Linke), MdB
- Meiser, Richard Johannes (1931–1995), deutscher Medizinprofessor und Universitätspräsident
- Meiser, Stephanie (* 1971), deutsche Politikerin (SPD), MdL
- Meiser, Thorsten (* 1967), deutscher Psychologe
- Meisezahl, Wilhelm (1894–1966), deutscher Arzt

### Meish
- Meisheit, Michael (* 1972), deutscher Drehbuchautor
- Meishō (1624–1696), Tennō von Japan

### Meisi
- Meisig, Konrad (* 1953), deutscher Indologe
- Meising, Ingeborg (1921–2012), deutsche Informatikerin und Hochschullehrerin
- Meisinger, Josef (1899–1947), deutscher Oberst der Polizei, SS-Standartenführer und KriegsverbrecherJosef Meisinger (1899–1947)

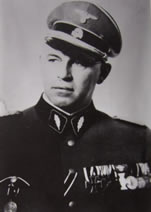
Josef Meisinger (1899–1947)

- Meisinger, Josef (* 1943), österreichischer Politiker (FPÖ), Abgeordneter zum Nationalrat
- Meisinger, Othmar (1872–1950), deutscher Heimatforscher
- Meisinger, Peter (* 1954), deutscher Handballspieler und Trainer
- Meisinger, Thomas (* 1957), deutscher Skispringer
- Meisinger, Vanessa (* 1991), deutsche Popsängerin und FernsehmoderatorinVanessa Meisinger (* 1991)

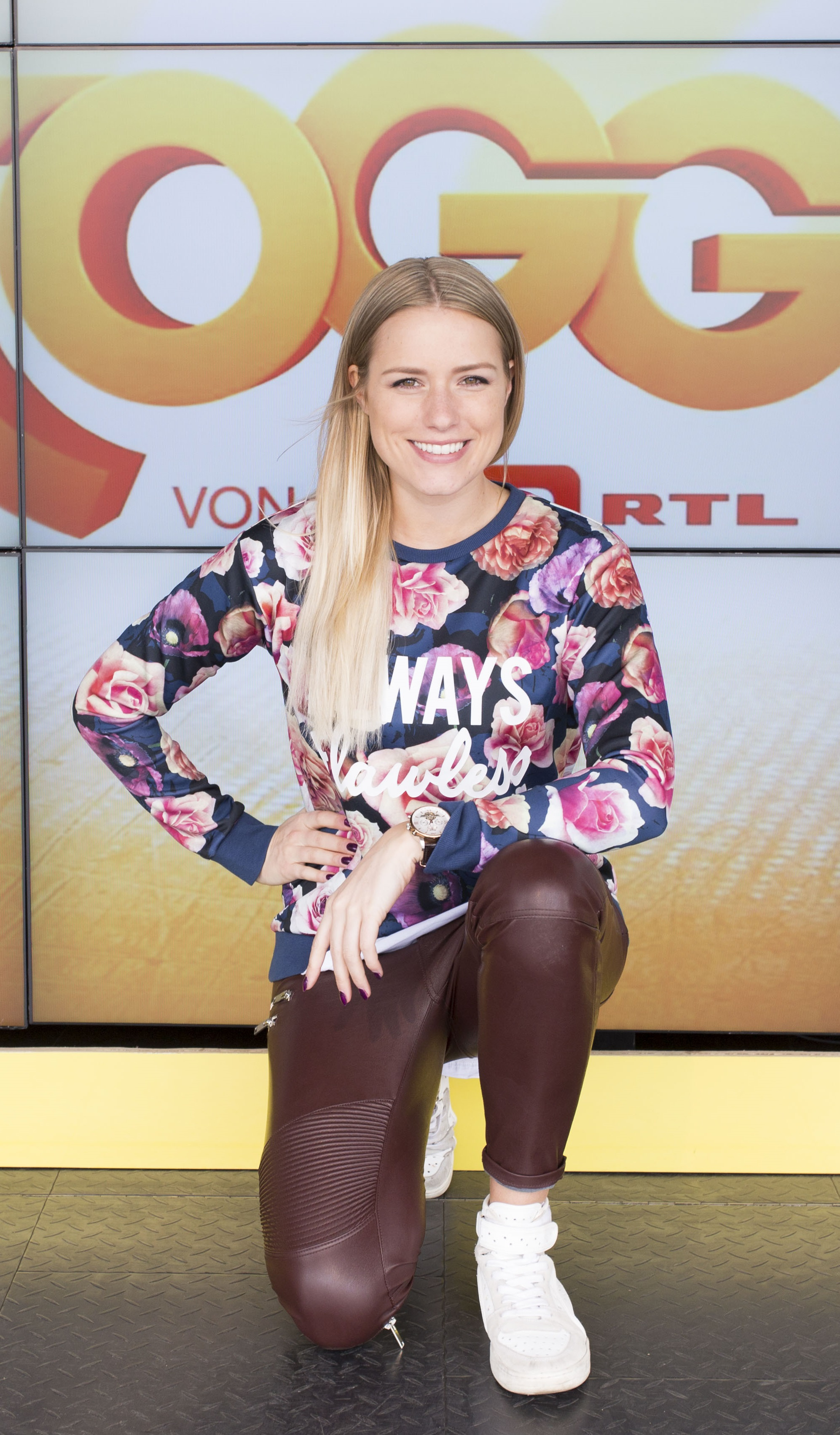
Vanessa Meisinger (* 1991)

- Meisinger, Werner, österreichischer Basketballspieler
- Meisinger, Wolfgang (* 1956), deutscher Dokumentarfilmer, Filmregisseur, Filmjournalist und Unternehmer

### Meisk
- Meiski, Georg (1864–1929), Landtagsabgeordneter Großherzogtum Hessen

### Meisl
- Meisl, Alexandra (* 1978), deutsche Handballspielerin
- Meisl, Annette, deutsche Autorin, Musikerin, Managerin und Unternehmerin
- Meisl, Carl (1775–1853), österreichischer Dramatiker
- Meisl, Hugo (1881–1937), österreichischer Fußballnationaltrainer
- Meisl, Joseph (1882–1958), deutsch-israelischer Archivar und Historiker
- Meisl, Luca (* 1999), österreichischer Fußballspieler
- Meisl, Matteo (* 2000), österreichischer Fußballspieler
- Meisl, Roland (* 1972), österreichischer Politiker (SPÖ), Abgeordneter zum Salzburger Landtag
- Meisl, Wilhelm (1895–1968), österreichischer Sportler und Sportjournalist
- Meisler, Frank (1925–2018), deutsch-britisch-israelischer Architekt und Bildhauer

### Meisn
- Meisner, Alexander Felizianowitsch (1859–1935), russisch-sowjetischer Architekt und Hochschullehrer
- Meisner, Andreas (* 1959), deutscher Organist und Kirchenmusiker
- Meisner, Balthasar (1587–1626), deutscher evangelisch-lutherischer Theologe und Ethiker
- Meisner, Barbara (* 1964), deutsche Künstlerin
- Meisner, Ben (* 1990), kanadisch-deutscher Eishockeyspieler
- Meisner, Christian (1868–1944), deutscher Jurist und Politiker (SPD)
- Meisner, Daniel (1585–1625), deutscher Dichter und Verleger
- Meisner, Frederic (* 1953), deutscher Fernsehmoderator, Schauspieler und ModelFrederic Meisner (* 1953)

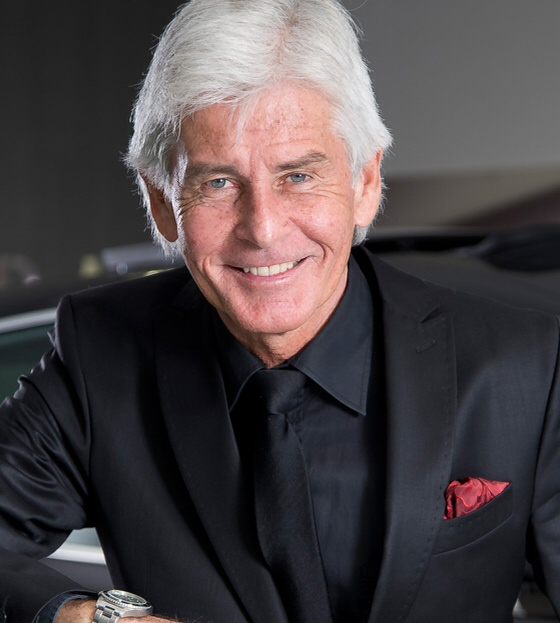
Frederic Meisner (* 1953)

- Meisner, Friedrich (1765–1825), deutscher Pädagoge und Naturforscher
- Meisner, Georg (1561–1597), deutscher Pädagoge
- Meisner, Gottfried (1618–1690), deutscher evangelischer Theologe
- Meisner, Günter (1926–1994), deutscher Schauspieler
- Meisner, Hans-Friedrich (1928–2012), deutscher Konteradmiral der Bundesmarine
- Meisner, Heinrich (1849–1929), deutscher Literaturhistoriker, Bibliothekar und Herausgeber
- Meisner, Heinrich Otto (1890–1976), deutscher Historiker und Archivar
- Meisner, Joachim (1933–2017), deutscher römisch-katholischer Geistlicher, Erzbischof von Köln (1989–2014), Bischof von Berlin (1980–1989), KardinalJoachim Meisner (1933–2017)

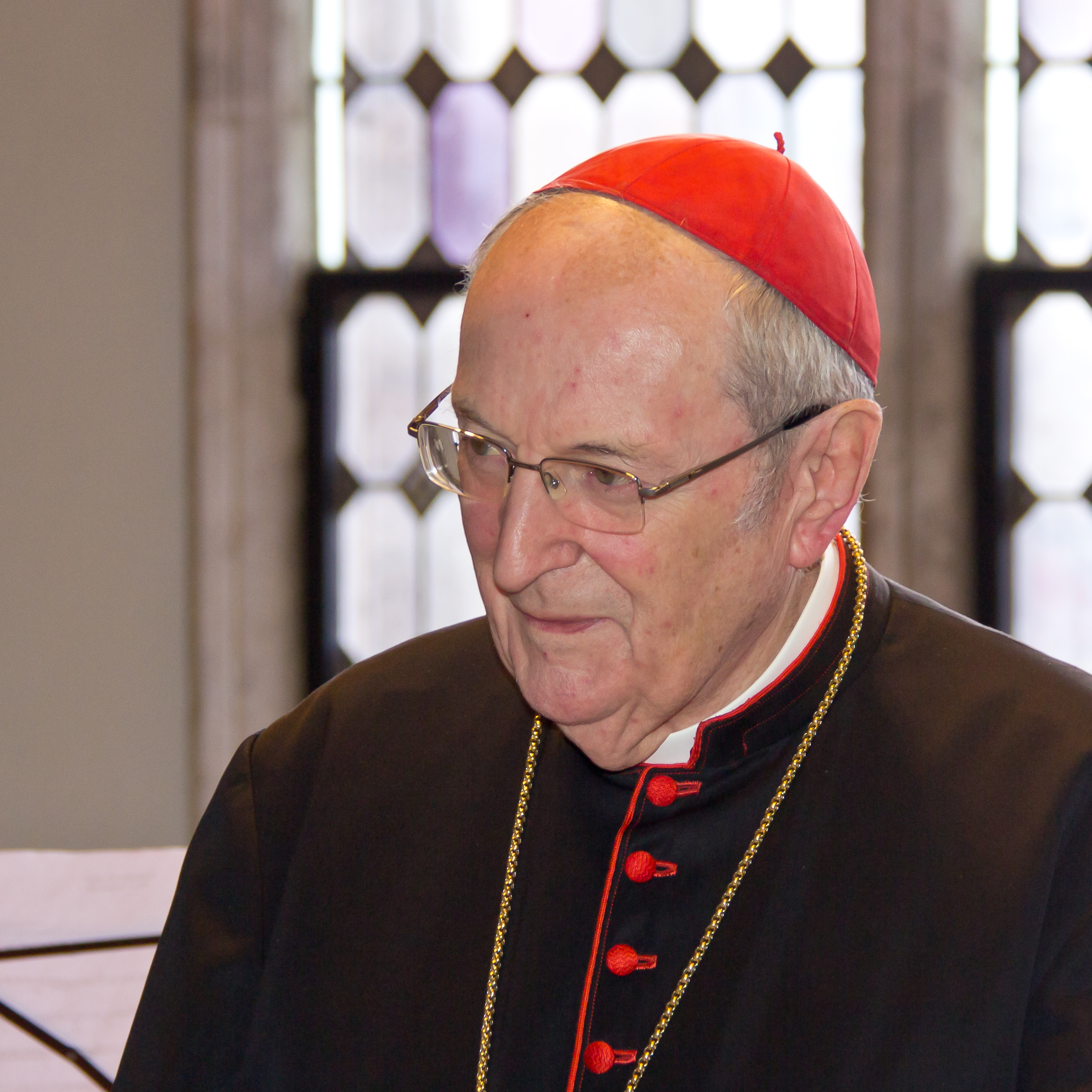
Joachim Meisner (1933–2017)

- Meisner, Johannes (1615–1681), deutscher evangelisch lutherischer Theologe und Ethiker
- Meisner, Karl (1939–2019), deutscher Schwimmer und Wasserballspieler
- Meisner, Lukas (* 1993), deutscher Philosoph, Soziologe und Schriftsteller
- Meisner, Lukas (* 1995), deutscher Basketballspieler
- Meisner, Matthias (* 1961), deutscher Journalist
- Meisner, Michael (1904–1990), deutscher Kommunalpolitiker (parteilos), Bürgermeister der Stadt Würzburg und Landrat des Landkreises Würzburg
- Meisner, Norbert (* 1942), deutscher Politiker (SPD), MdA
- Meisner, Randy (1946–2023), US-amerikanischer Bassist und Sänger (Eagles, Poco)
- Meisner, Robin (* 1993), deutscher Schauspieler
- Meisner, Ruth (1902–1973), deutsche Malerin, Bildhauerin und Keramikerin
- Meisner, Sanford (1905–1997), US-amerikanischer Schauspieler
- Meisner, Wilhelm (1881–1956), deutscher Ophthalmologe und Hochschullehrer
- Meisnitzer, Benjamin (* 1980), deutscher Romanist und Lexikograf
- Meisnitzer, Fritz (* 1930), deutscher Schriftsteller, Übersetzer und Fotograf

### Meiso
- Meisolle, Helmut (1940–2002), deutscher Handballspieler und -funktionär

### Meisr
- Meisrimmel, Ernst Alois von (1786–1853), württembergischer Generalmajor

### Meiss
- Meiss, Gottfried von (1909–2000), Schweizer Fliegeroffizier
- Meiss, Hans Konrad von (1752–1820), Schweizer Politiker
- Meiss, Heinrich Schulthess-von (1813–1898), Schweizer Bankier, Mäzen und Kunstsammler
- Meiß, Joseph (1878–1967), deutscher katholischer Geistlicher
- Meiss, Léon (1896–1966), französischer Jurist und jüdischer Funktionär
- Meiss, Millard (1904–1975), US-amerikanischer Kunsthistoriker
- Meiß, Wilhelm (1893–1960), deutscher Richter und Senatspräsident
- Meiss-Teuffen, Hans von (1911–1984), Schweizer Abenteurer und Autor
- Meissburger, Gerhard (1926–1980), Schweizer germanistischer Mediävist
- Meisse, Maximilian (* 1969), deutscher Fotograf und Architekt
- Meißel, Bernd (1938–2018), deutscher Fußballspieler
- Meissel, Brigitte (* 1936), deutsche Schriftstellerin
- Meissel, Ernst (1826–1895), deutscher Astronom und Mathematiker
- Meissel, Franz-Stefan (* 1966), österreichischer Rechtswissenschafter
- Meissel, Johannes (1888–1969), deutscher Maler und Grafiker
- Meissel, Wilhelm (1922–2012), österreichischer Schriftsteller, Verlagslektor und Bibliothekar
- Meißelbach, Christoph, deutscher Politikwissenschaftler und Sänger
- Meissen, Conny (1887–1955), deutsche Kinderbuchautorin und -illustratorin
- Meißen, Maria Emanuel Markgraf von (1926–2012), deutscher Chef des Hauses Wettin
- Meisser, Daniel (* 1948), Schweizer Skilehrer und Architekt
- Meisser, Hans (* 1911), Schweizer Politiker (LdU)
- Meisser, Leonhard (1803–1872), Schweizer reformierter Geistlicher und Kirchenlieddichter
- Meisser, Leonhard (1902–1977), Schweizer Maler, Zeichner und Druckgrafiker
- Meisser, Milena (* 1979), Schweizer Snowboarderin
- Meißer, Otto (1899–1966), deutscher Geophysiker
- Meisser-Vonzun, Anny (1910–1990), Schweizer Malerin, Zeichnerin und Lithographien
- Meißinger, Karl August (1883–1950), deutscher Reformationsforscher und Schriftsteller
- Meissl der Ältere, Josef (1730–1790), österreichischer Baumeister und Architekt
- Meißl, Arnd (* 1968), österreichischer Politiker (FPÖ), Landtagsabgeordneter der Steiermark
- Meissl, Emerich (1855–1905), österreichischer Agrikulturchemiker
- Meissl, Johannes (* 1961), österreichischer Geiger, Kammermusiker und Universitätsprofessor
- Meißl, Othmar (1917–2008), österreichischer Kaufmann und Politiker (FPÖ), Abgeordneter zum Nationalrat
- Meißner, Adam Heinrich (1711–1782), deutscher lutherischer Geistlicher und Philosoph
- Meißner, Albrecht (1883–1962), deutscher Konteradmiral der Reichsmarine
- Meißner, Alexander (1883–1958), österreichisch-deutscher Physiker
- Meißner, Alfred (1821–1885), deutsch-böhmischer Schriftsteller
- Meissner, Alfred (1871–1950), tschechoslowakischer Justizminister und Überlebender des Holocaust
- Meissner, Angelika (1939–2018), deutsche SchauspielerinAngelika Meissner (1939–2018)

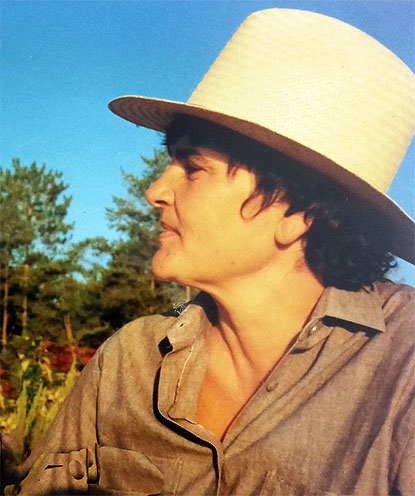
Angelika Meissner (1939–2018)

- Meißner, Anna (1854–1915), deutsche Theaterschauspielerin
- Meissner, Annika (* 1987), deutsche Behindertensportlerin und Leichtathletin
- Meißner, August Gottlieb (1753–1807), deutscher Universitätsprofessor und Schriftsteller der Aufklärung
- Meißner, Beate (* 1982), deutsche Politikerin (CDU), MdL
- Meißner, Bernhard (1902–1975), deutscher Verlagshausleiter und Politiker (zuletzt FDP)
- Meißner, Bettina (* 1970), deutsche Politikerin (CDU)
- Meissner, Boris (1915–2003), deutsch-baltischer Rechtswissenschaftler
- Meissner, Bruno (1868–1947), deutscher Assyriologe und Vorderasiatischer Archäologe
- Meißner, Burkhard (* 1959), deutscher Althistoriker
- Meissner, Carl (1800–1874), Schweizer Botaniker
- Meißner, Carl Friedrich (1818–1881), deutscher Lehrer, Komponist und Autor
- Meißner, Carl Friedrich Wilhelm (1792–1853), deutscher Apotheker und Mykologe
- Meissner, Cedric (* 2000), deutscher TischtennisspielerCedric Meissner (* 2000)

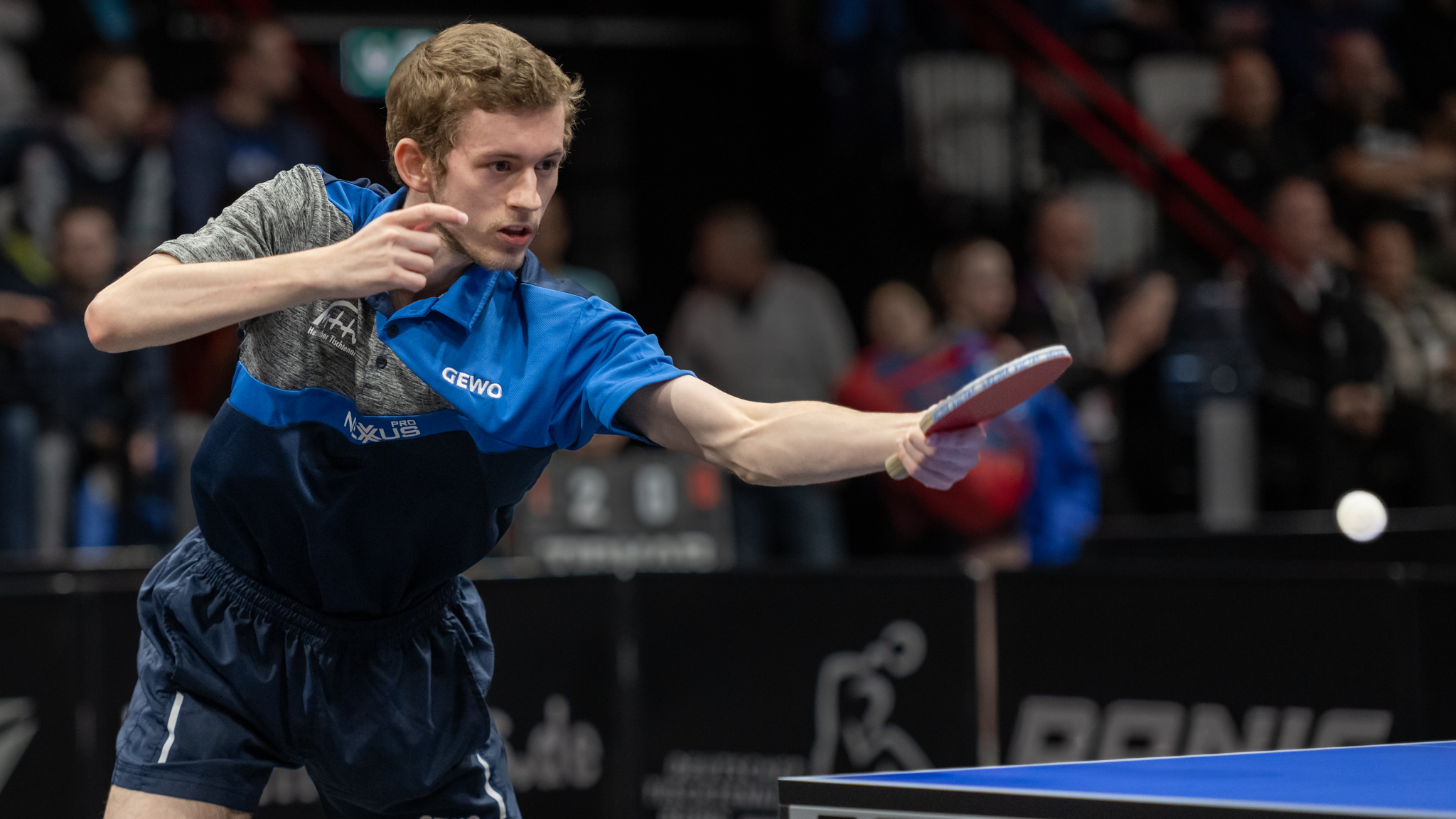
Cedric Meissner (* 2000)

- Meißner, Celina (* 1998), deutsche Handballspielerin
- Meißner, Christian (* 1969), deutscher Jurist und Politiker (CSU), Abgeordneter des bayerischen Landtags
- Meissner, Christian Karl (* 1801), deutscher Autor und Übersetzer
- Meißner, Christoph (1703–1780), deutscher Lehrer und Chronist
- Meissner, Claus (* 1936), deutscher Jurist
- Meissner, Dirk (* 1964), deutscher Maler, Cartoonist, und Karikaturist
- Meissner, Dorothea (1949–2010), deutsche Schauspielerin und Synchronsprecherin
- Meißner, Elena (* 1973), deutsche Schauspielerin
- Meissner, Ernst (1883–1939), Schweizer Mathematiker
- Meißner, Ernst Adolph (1837–1902), deutscher Tier- und Landschaftsmaler
- Meissner, Fanny (1841–1919), österreichische Schriftstellerin und Sozialarbeiterin
- Meißner, Ferdinand August (1778–1855), deutscher Jurist und Archivar
- Meißner, Franz Hermann (1863–1925), deutscher Kunsthistoriker, Schriftsteller und Zoodirektor
- Meißner, Franz-Joseph (1946–2022), deutscher Romanist
- Meissner, Friedrich Ludwig (1796–1860), deutscher Mediziner
- Meißner, Fritz (1920–2004), deutscher Kinderchirurg
- Meissner, Georg (1829–1905), deutscher Anatom und Physiologe
- Meissner, Gerda (1910–1988), deutsche Hörspielsprecherin und Schauspielerin
- Meißner, Gert (* 1949), deutscher Ingenieur, Referent und Politiker (FDP), MdVK
- Meißner, Gertrud (1895–1985), deutsche Medizinerin
- Meißner, Gesine (* 1952), deutsche Politikerin (FDP), MdEP
- Meißner, Günter (1936–2015), deutscher Kunsthistoriker
- Meißner, Günther (1932–2022), deutscher Physiker und Hochschullehrer
- Meissner, Gustav (1830–1901), deutscher Landschaftsmaler und Radierer
- Meissner, Gustav (1910–1995), deutscher Diplomat
- Meissner, Hans (1896–1958), deutscher Schauspieler und Theaterintendant
- Meißner, Hans Peter (1937–2014), deutscher Internist
- Meissner, Hans-Joachim (* 1948), deutscher Politiker (SPD), MdHB
- Meissner, Hans-Otto (1909–1992), deutscher Diplomat und Schriftsteller
- Meißner, Heidrun (* 1944), deutsche Wasserbauingenieurin und Politikerin (SPD)
- Meißner, Heike (* 1970), deutsche Leichtathletin
- Meißner, Heinrich (1644–1716), Hamburger Rechenmeister und Gründer der Mathematischen Gesellschaft in Hamburg
- Meißner, Heinrich August (1862–1940), deutscher Ingenieur und Eisenbahnbauer und osmanischer PaschaHeinrich August Meißner (1862–1940)

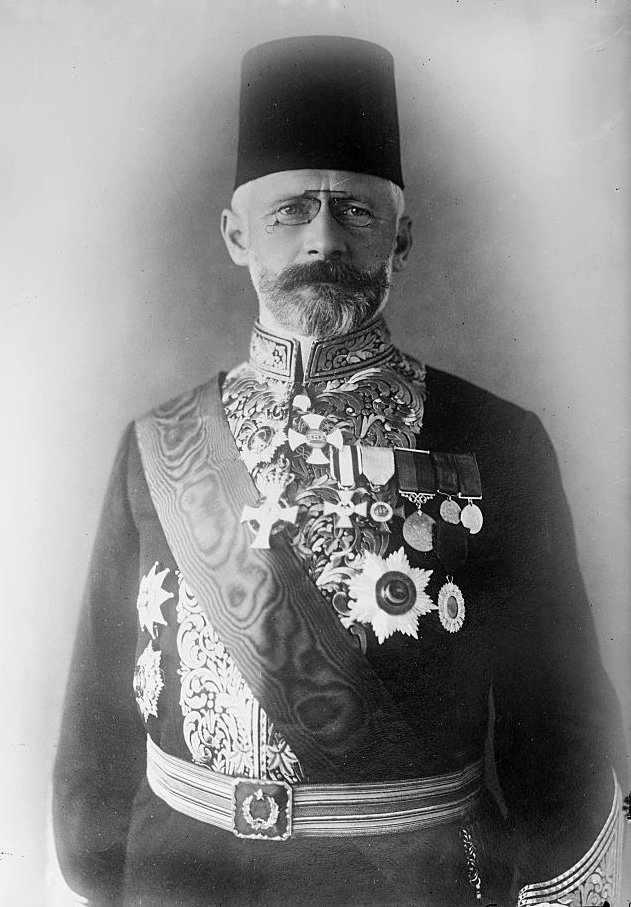
Heinrich August Meißner (1862–1940)

- Meißner, Herbert (1927–2021), deutscher marxistischer Ökonom
- Meißner, Herbert (1936–2022), deutscher Politiker (SPD), MdB, und Landrat
- Meißner, Jacqueline (* 1994), deutsche Fußballspielerin
- Meißner, Janina (* 1995), deutsche Fußballspielerin
- Meißner, Janine (* 1987), deutsche Schauspielerin
- Meissner, Janusz (1901–1978), polnischer Militärflieger und Schriftsteller
- Meissner, Joachim (1929–2011), deutscher Physiker und Hochschullehrer
- Meißner, Jochen (* 1943), deutscher Ruderer
- Meißner, Jochen (* 1966), deutscher Feature-Autor und Hörspielkritiker/macher
- Meißner, Johann Heinrich (* 1701), deutscher Bildhauer
- Meissner, Jörn, deutscher Wirtschaftswissenschaftler, Berater und Unternehmer
- Meißner, Joseph († 1795), österreichischer Opernsänger (Bass) und Komponist
- Meißner, Jürgen (* 1940), deutscher Landwirt und Politiker (DBD, CDU), MdV, MdL
- Meißner, Karl (1890–1965), deutscher Politiker (SPD), MdL
- Meißner, Karl (1920–1996), deutscher Politiker (WAV, Der Deutsche Block), MdL Bayern
- Meißner, Karl von (1809–1868), österreichisch-braunschweigischer Eisenbahnpionier und emeritierter Professor der Bauwissenschaften am Collegium Carolinum
- Meissner, Karl Wilhelm (1891–1959), deutsch-US-amerikanischer Physiker
- Meissner, Katrin (* 1971), deutsch-australische Klimawissenschaftlerin
- Meißner, Katrin (* 1973), deutsche SchwimmerinKatrin Meißner (* 1973)

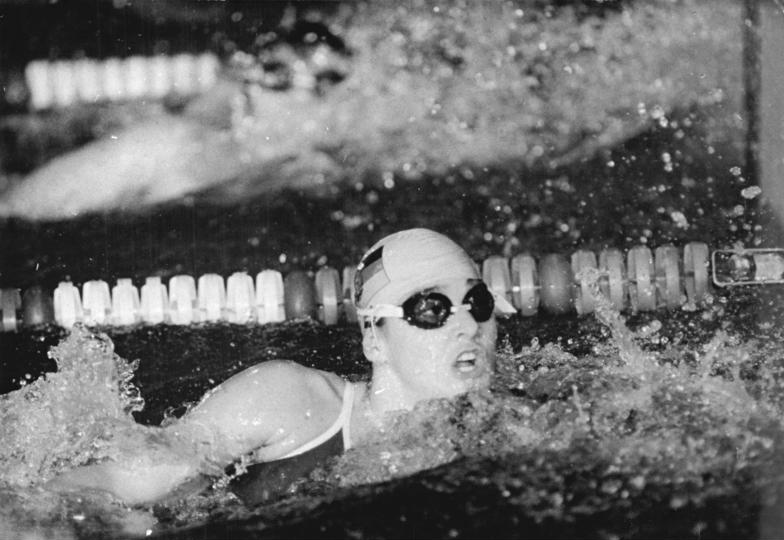
Katrin Meißner (* 1973)

- Meissner, Kimmie (* 1989), US-amerikanische Eiskunstläuferin
- Meissner, Krystyna (1933–2022), polnische Theaterregisseurin und Intendantin
- Meissner, Krzysztof (* 1961), polnischer Physiker
- Meißner, Kurt (1885–1976), deutscher Unternehmer, Japanspezialist, Verfasser, Übersetzer und Herausgeber eines breiten japanischen Schriftgutes
- Meißner, Kurt (1897–1973), deutscher Fußballspieler
- Meissner, Kurt (1924–2009), deutscher Jurist und Politiker (CDU)
- Meißner, Lena (* 1998), deutsche TriathletinLena Meißner (* 1998)

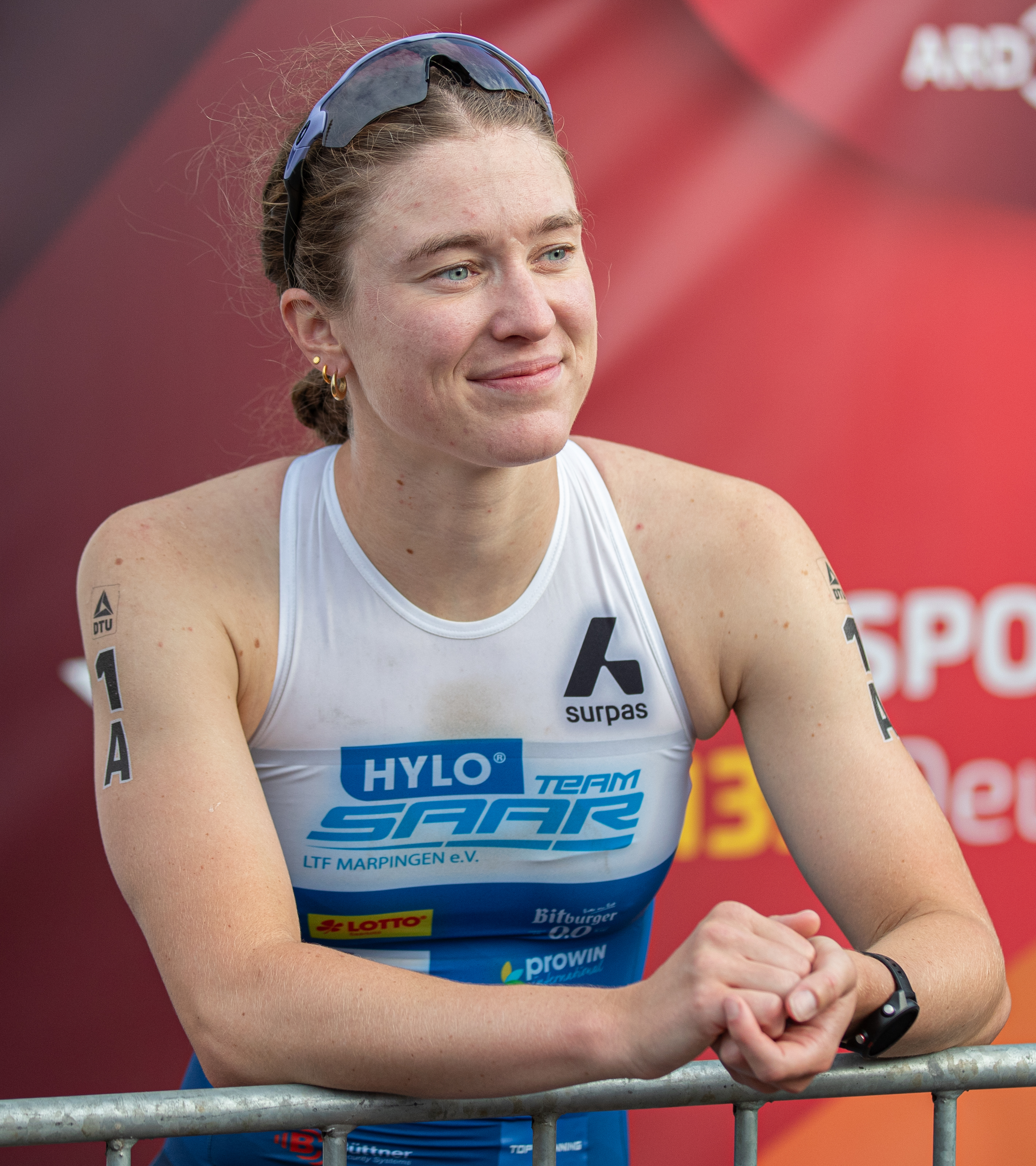
Lena Meißner (* 1998)

- Meissner, Leopold Florian (1835–1895), österreichischer Polizeibeamter, Jurist, Journalist und Schriftsteller
- Meißner, Louis, deutscher Abgeordneter im anhaltisch-herzoglichen Landtag, Gutsbesitzer und Ziegeleibesitzer in Jonitz
- Meissner, Margit (1922–2019), austroamerikanische Überlebende des Holocaust und Zeitzeugin
- Meißner, Maria (1903–1986), deutsche Schauspielerin
- Meißner, Martin (* 1943), deutscher Beamter und Schriftsteller
- Meißner, Martin (* 1953), deutscher Jurist, Präsident des CVJM-Weltbundes
- Meißner, Max (1859–1942), deutscher Bildhauer
- Meißner, Monika (* 1953), deutsche Volleyballspielerin
- Meißner, Moritz (* 1997), deutscher Radsportler
- Meissner, Olga (1844–1895), deutsche Landschaftsmalerin der Düsseldorfer Schule
- Meissner, Otto (1819–1902), deutscher Verleger
- Meissner, Otto (1880–1953), deutscher Staatsbeamter und Leiter des Büros des ReichspräsidentenOtto Meissner (1880–1953)

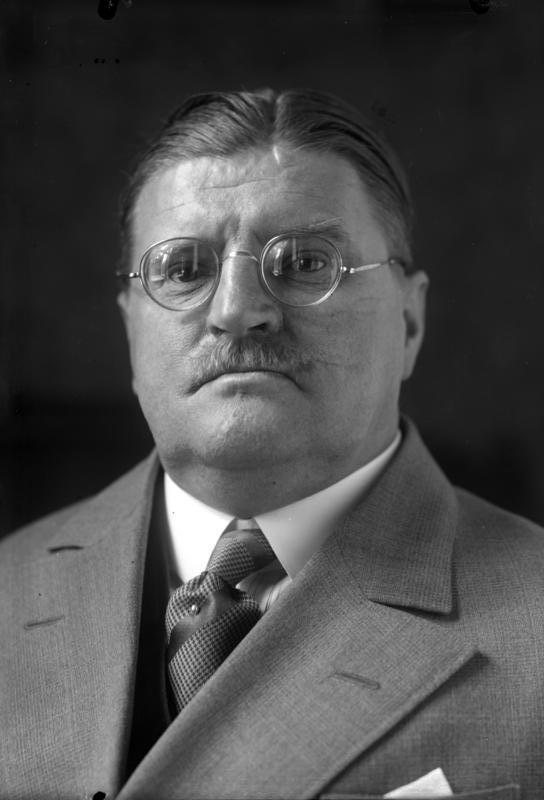
Otto Meissner (1880–1953)

- Meissner, Otto (1925–2011), deutscher Film- und Fernsehproduzent
- Meissner, Paul (1868–1939), deutscher Architekt, Hochschullehrer und Denkmalpfleger
- Meißner, Paul (1876–1962), deutscher Arzt
- Meißner, Paul (1897–1945), deutscher Anglist
- Meissner, Paul (1907–1983), österreichischer Maler, Präsident der Wiener Secession
- Meißner, Paul Traugott (1778–1864), österreichischer Chemiker und Erfinder
- Meissner, Peter (* 1953), österreichischer Kabarettist, Komponist, Moderator und Autor
- Meissner, Philip, deutscher Wirtschaftswissenschaftler und Hochschullehrer für Strategie, Autor und Entscheidungsexperte
- Meißner, Richard (1868–1938), deutscher Weinbaufachmann
- Meißner, Robin (* 1999), deutscher Fußballspieler
- Meissner, Rolf (1925–2014), deutscher Geophysiker
- Meißner, Rudolf (1862–1948), deutscher Altgermanist
- Meissner, Sebastian (* 1969), deutscher Electronica-Musiker und Musikmanager
- Meißner, Silvio (* 1973), deutscher Fußballspieler
- Meißner, Simon (1892–1956), deutscher Landrat
- Meißner, Sören (* 1990), deutscher Schwimmer
- Meissner, Stan (* 1956), kanadischer Komponist, Sänger und Songwriter
- Meissner, Stefan (* 1973), deutscher Fußballspieler
- Meißner, Stephanie (* 1980), deutsche Wettermoderatorin
- Meissner, Tatjana (* 1961), deutsche Kabarettistin, Fernsehmoderatorin und Autorin
- Meißner, Theodor (1870–1952), österreichischer Politiker (SDAP), Landtagsabgeordneter, Nationalratsabgeordneter
- Meißner, Thomas (* 1991), deutscher FußballspielerThomas Meißner (* 1991)

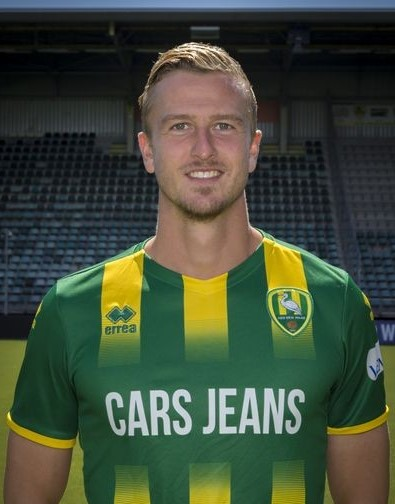
Thomas Meißner (* 1991)

- Meißner, Tobias (* 1967), deutscher Schriftsteller
- Meißner, Udo F. (* 1940), deutscher Bauingenieur und Hochschullehrer
- Meißner, Ulf-G. (* 1957), deutscher theoretischer Kernphysiker
- Meißner, Ursula (1922–2022), deutsche Schauspielerin
- Meissner, Ursula (* 1962), deutsche Fotojournalistin
- Meissner, Vincent (* 2000), deutscher Jazzmusiker (Piano, Komposition)
- Meißner, Walther (1882–1974), deutscher Physiker
- Meißner, Waltraud (* 1940), pfälzische Mundartdichterin und Autorin
- Meissner, Werner, deutscher Politikwissenschaftler
- Meißner, Werner (1882–1962), deutscher Staatsanwalt
- Meißner, Werner (1937–2025), deutscher Wirtschaftswissenschaftler und Universitätspräsident
- Meißner, Wilhelm (1770–1842), deutscher Ingenieur, Hydrauliker und Autor
- Meissner, William Walter (1931–2010), US-amerikanischer Jesuit und Psychoanalytiker
- Meißner, Wolfgang (1920–1995), deutscher Generalleutnant der Luftwaffe der Bundeswehr
- Meissner-Blau, Freda (1927–2015), österreichische Politikerin (Grüne), Abgeordnete zum Nationalrat
- Meißner-Johannknecht, Doris (* 1947), deutsche Schriftstellerin
- Meissnitzer, Alexandra (* 1973), österreichische SkirennläuferinAlexandra Meissnitzer (* 1973)

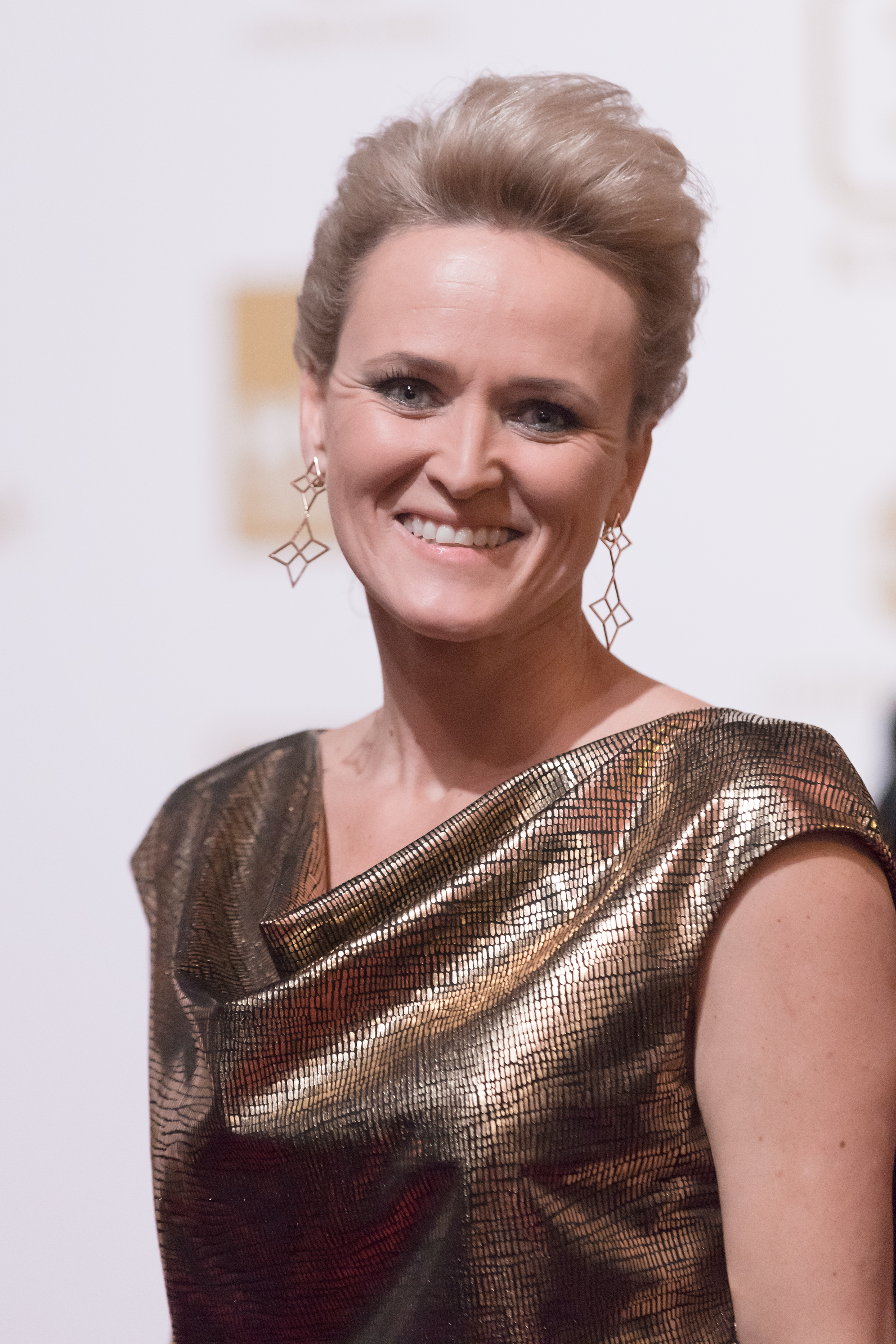
Alexandra Meissnitzer (* 1973)

- Meissonier, Ernest (1815–1891), französischer Maler
- Meissonnier, Jean Antoine (1783–1857), französischer Gitarrist, Komponist und Verleger
- Meissonnier, Juste-Aurèle (1695–1750), französischer Zeichner, Maler, Bildhauer, Goldschmied und Architekt

### Meist
- Meist, Carl (1856–1908), deutscher Gewerkschafter, Kaufmann und Politiker (SPD), MdR

#### Meiste

##### Meister

###### Meister A
- Meister A. A., Maler der Spätgotik
- Meister Altswert, mittelhochdeutscher Minnesänger
- Meister Amund, schwedischer Maler des Mittelalters
- Meister Arnold († 1308), deutscher Handwerker, zweiter Kölner Dombaumeister

###### Meister B
- Meister Bartomeu von Girona, Bildhauer der katalanischen Gotik
- Meister Bertram, deutscher Maler

###### Meister Der
- Meister der Aachener Madonna, Bildschnitzer
- Meister der Abendmahl-Medaille, Künstler des Spätmittelalters
- Meister der Abtei von Coudewater, mittelalterlicher Bildschnitzer
- Meister der Abtei von Dilighem, Künstler-Notname, Maler der Renaissance
- Meister der Acquavella-Stillleben, italienischer Maler des Barock
- Meister der Adelaide von Savoyen, französischer Buchmaler
- Meister der ältesten Teile der Bronzetür von San Zeno, Künstler
- Meister der Altöttinger Türen, bayerischer Bildschnitzer des späten Mittelalters
- Meister der André-Madonna, altniederländischer Maler
- Meister der Anghiari-Schlacht, Maler der italienischen Frührenaissance
- Meister der Ansbacher Schwanenritter, deutscher Bildhauer
- Meister der Antwerpener Anbetung, flämischer Maler der Renaissance, Notname
- Meister der Antwerpener Kreuzigung, mittelalterlicher Maler
- Meister der Apokalypsenrose der Sainte Chapelle, Pariser Buch- und Glasmaler und Kunsthandwerker
- Meister der Argonautentafeln, italienischer Maler
- Meister der aufständischen Engel, Maler der Italienischen Frührenaissance
- Meister der Augsburger Malerbildnisse, Maler und Zeichner
- Meister der Augustiner-Kreuzigung, deutscher Maler
- Meister der Barbarigo-Reliefs, Bildhauer
- Meister der Barbe de Preux, Schweizer Maler
- Meister der Barberini-Tafeln, italienischer Maler
- Meister der Barmherzigkeiten, Maler in Passau oder Salzburg
- Meister der Baroncelli-Bildnisse, niederländischer Maler
- Meister der bemalten Kreuzigungsreliefs, Bildhauer
- Meister der Bendaschen Madonna, spätgotischer Maler
- Meister der Benediktbeurer Kreuzigung, mittelalterlicher Maler
- Meister der Bergmannschen Offizin, Schweizer Holzschnittmeister
- Meister der Berliner Geburt Christi, mittelalterlicher Maler
- Meister der Berliner Passion, Kupferstecher
- Meister der Bestattung des Johannes, Maler der Spätgotik
- Meister der Bibel des Konrad von Vechta, mittelalterlicher Buchmaler (1400–1403)
- Meister der Biberacher Sippe, deutscher Bildschnitzer
- Meister der blauen Landschaften, französischer Zeichner
- Meister der Blue Jeans, italienischer Maler
- Meister der Boccaccio-Bilder, Kupferstecher in Brügge
- Meister der Brügger Ursula-Legende, flämischer Maler
- Meister der Brunolegende, Maler in Köln
- Meister der Brüsseler Initialen, mittelalterlicher Buchmaler
- Meister der Budapester Abundantia, Künstler der Renaissance
- Meister der burgundischen Prälaten, Buchmaler des Mittelalters, in Frankreich tätig
- Meister der byzantinischen Madonna, Künstler des Spätmittelalters
- Meister der Celtis-Illustrationen, deutscher Zeichner
- Meister der Chanenko-Anbetung, altniederländischer Maler
- Meister der Cité des Dames, französischer Miniaturmaler
- Meister der Clarissentafel, Maler des 13. Jahrhunderts
- Meister der Claude de France, Buchmaler
- Meister der Coburger Rundblätter, altdeutscher Zeichner und Maler
- Meister der Crispinuslegende, spätgotischer Maler
- Meister der Dangolsheimer Madonna, gotischer Bildschnitzer
- Meister der Darbringungen, gotischer Maler
- Meister der Darmstädter Passion, deutscher Maler
- Meister der Darsow-Madonna, deutscher Bildhauer
- Meister der Delbecq-Schreiber-Passion, flämischer Künstler des Mittelalters
- Meister der Dominikanischen Bildnisse, italienischer Maler
- Meister der Dormitio von Terni, italienischer Maler des Mittelalters
- Meister der Ebner-Standbilder, Bildhauer
- Meister der Egmont-Alben, Maler der Renaissance
- Meister der Einsammlung des Manna, niederländischer anonymer Maler
- Meister der Enthauptung des Johannes, Maler der Spätgotik
- Meister der Epiphanie von Fiesole, italienischer Maler
- Meister der Erasmusmarter, deutscher Maler
- Meister der Erbachschen Tafeln, italienischer Maler
- Meister der Figdorschen Kreuzabnahme, niederländischer Maler
- Meister der Flora, französischer Maler
- Meister der Freiberger Domapostel, spätgotischer Bildschnitzer
- Meister der Freisinger Heimsuchung, deutscher anonymer Maler
- Meister der Fürstenbildnisse, flandrischer Maler
- Meister der Genueser Johannestafeln, Künstler des Mittelalters
- Meister der Georgsgilde in Mecheln, niederländischer Maler
- Meister der Georgslegende, deutscher anonymer Maler
- Meister der Getty-Episteln, Buchmaler
- Meister der Goldenen Bulle, Buchmaler des Mittelalters
- Meister der goldenen Tafel, deutscher anonymer Maler
- Meister der Goslarer Sibyllen, deutscher anonymer Maler
- Meister der Gräfin von Warwick, englischer Maler
- Meister der Griseldis, italienischer Maler der Renaissance
- Meister der großen Nasen, Bildhauer
- Meister der Habsburger, spätgotischer Maler
- Meister der Heiligen Cäcilie, italienischer Maler
- Meister der Heiligen Sippe der Ältere, deutscher Maler
- Meister der heiligen Veronika, deutscher Maler des Mittelalters, in Köln tätig
- Meister der Heilsbronner Marienkrönung, deutscher Bildhauer
- Meister der Helden des Schönen Brunnens, gotischer Bildhauer
- Meister der hl. Klara, italienischer Maler
- Meister der Holzschnitte des Mainzer Livius, Holzschnittmeister
- Meister der Ilsung-Madonna, gotischer Maler, tätig in Augsburg (um 1475)
- Meister der Irrsdorfer Altarflügel, süddeutscher Bildschnitzer
- Meister der Jagdszenen, deutscher Plakettenkünstler
- Meister der Jannecke Bollengier, flämischer Buchmaler
- Meister der Johannesvision, deutscher anonymer Maler
- Meister der Josephsfolge, Maler der südniederländischen Schule
- Meister der Kasseler Musikanten, niederländischer Maler
- Meister der Katharina von Kleve, deutscher anonymer Buchmaler
- Meister der kleinen Landschaften, flämischer Zeichner
- Meister der kleinen Passion, deutscher Maler
- Meister der Kölner Ursula-Legende, deutscher Maler in Köln (um 1489/90 bis um 1510/15)
- Meister der Kraterographie, deutscher Kupferstecher der Renaissance
- Meister der Kress-Landschaften, italienischer Maler
- Meister der Kreuzigungsgruppe der Sammlung Thomée in Altena, deutscher Bildhauer und Bildschnitzer
- Meister der Landsberger Geburt Christi, mittelalterlicher Maler
- Meister der Legende der Heiligen Godelieve, mittelalterlicher flandrischer Maler
- Meister der Legendenszenen, spätgotischer Maler
- Meister der Liebesgärten, Kupferstecher
- Meister der Lindauer Beweinung, gotischer Maler aus dem Bodenseeraum
- Meister der Lippborger Passion, westfälischer Maler der Spätgotik
- Meister der Lombardischen Früchteschale, barocker Maler
- Meister der Lübecker Bibel, flämischer Buchmaler und Formschneider
- Meister der Lübecker Burgkirchen-Zyklen, deutscher Bildhauer
- Meister der lübeckischen Triumphkruzifixe, Bildhauer
- Meister der Lucialegende, niederländischer Maler (1480–1501)
- Meister der Lüneburger Fußwaschung, niederdeutscher Maler
- Meister der Lyversberger Passion, deutscher Maler der Spätgotik
- Meister der Madonna Straus, italienischer Maler
- Meister der Madonna von Krużlowa, Bildhauer
- Meister der Magdalena, italienischer Maler
- Meister der Magdalenen-Legende, altniederländischer Maler
- Meister der Mailänder Anbetung der Könige, flämischer Maler
- Meister der Manchester-Madonna, italienischer Maler der Renaissance
- Meister der Mansi-Magdalena, niederländischer Maler
- Meister der Marguerite d’Orléans, mittelalterlicher Buchmaler
- Meister der Marienkrönung, französischer oder flämischer Buchmaler
- Meister der Marmormadonnen, italienischer Bildhauer
- Meister der Meinradlegende, Mittelalterlicher Zeichner
- Meister der Mindelheimer Sippe, Bildschnitzer
- Meister der Monate des Lukas, Maler der Renaissance
- Meister der Möschenfelder Ottilienlegende, süddeutscher Maler
- Meister der Münchner Domkreuzigung, Maler des Mittelalters
- Meister der Münchner Legenda aurea, mittelalterlicher Miniaturmaler
- Meister der Natività di Castello, italienischer Maler der Renaissance
- Meister der Neudenauer Apostelgruppe, mittelalterlicher Bildhauer
- Meister der Neudörfer Bildnisse, Maler in Nürnberg
- Meister der Neuwerkmadonna, deutscher Bildhauer
- Meister der Nürnberger Apostel, mittelalterlicher Bildhauer
- Meister der Oertel-Madonna, deutscher Bildschnitzer der Spätgotik
- Meister der Osservanza, italienischer Maler
- Meister der Oswaldlegende, spätgotischer Maler
- Meister der pausbäckigen Madonnen, Brügger Maler der Renaissance
- Meister der Perchauer Maria, gotischer Bildhauer in der Steiermark
- Meister der Piccolomini-Madonna, italienischer Bildhauer
- Meister der Pietá Fogg, italienischer Maler
- Meister der Planetenfolge, deutscher Plakettenkünstler der Renaissance
- Meister der Pollinger Tafeln, deutscher anonymer Maler
- Meister der Privilegien von Gent und Flandern, Buchmaler
- Meister der Propheten des Schönen Brunnens, gotischer Bildhauer
- Meister der Revaler Passion, niederdeutscher Maler
- Meister der Rose von Lausanne, Schweizer Künstler, Glasmaler und Kunsthandwerker
- Meister der Saint Louis-Madonna, italienischer Maler
- Meister der Santa Verdiana, florentinischer Maler
- Meister der Sebastiansmartyrien, Elfenbeinschnitzer
- Meister der Singenden Engel, italienischer Künstler
- Meister der Spes nostra, mittelalterlicher Maler
- Meister der Spielkarten, Kupferstecher, Maler und Goldschmied, am Oberrhein tätig
- Meister der St. Lambrechter Votivtafel, österreichischer Maler
- Meister der Stalburg-Bildnisse, mittelalterlicher Maler
- Meister der Stockkämper Doppelfigur, deutscher Bildhauer und Bildschnitzer
- Meister der Stratonike, italienischer Maler der Renaissance
- Meister der Straubinger Albrechtstumba, Bildhauer des Mittelalters
- Meister der Strauss-Madonna, süddeutscher Maler
- Meister der Thennschen Kinderbildnisse, mittelalterlicher Maler in Niederösterreich
- Meister der Thorner Madonna, Bildhauer in Thorn
- Meister der Tiburtinischen Sibylle, deutscher anonymer Maler
- Meister der Tulpenkuppen, Nürnberger Gold- und Silberschmied
- Meister der Ulrichslegende, deutscher Maler
- Meister der unartigen Kinder, florentinischer Künstler
- Meister der Veduten der Langmatt-Stiftung, Maler des Barock
- Meister der Verherrlichung Mariae, deutscher anonymer Maler
- Meister der Verkündigung an die Hirten, neapolitanischer Maler
- Meister der Verkündigung von Aix, Maler des Mittelalters
- Meister der Verkündigung von Jodłownik, Maler
- Meister der Virgo inter Virgines, flämischer anonymer Maler
- Meister der Vitae Imperatorum, mittelalterlicher Buchmaler
- Meister der Volckamer’schen Verkündigung, mittelalterlicher Bildhauer in Nürnberg
- Meister der von Carbenschen Gedächtnisstiftung, spätmittelalterlicher Bildhauer
- Meister der von Grooteschen Anbetung, flämischer Maler
- Meister der Washingtoner Marienkrönung, italienischer Maler des Mittelalters
- Meister der Weibermacht, deutscher Kupferstecher
- Meister der weiblichen Halbfiguren, Maler der Renaissance, in den Niederlanden tätig
- Meister der Weingartner Liederhandschrift, mittelalterlicher Buchmaler
- Meister der Wiesbadener Heimsuchung, Maler der Renaissance
- Meister der Winterlandschaften (1586–1656), niederländischer oder flämischer Maler
- Meister der Worcester-Kreuztragung, deutscher Maler
- Meister der Wunder von Mariazell, spätgotischer Maler
- Meister der Wurzacher Tafeln, schwäbischer Maler
- Meister der Würzburger Schlacht, Maler der deutschen Renaissance
- Meister der zwölf Apostel, deutscher Maler der Spätgotik in Köln
- Meister der Zwolle-Bibel, mittelalterlicher Buchmaler
- Meister der Zypressen, Buchmaler des Mittelalters, in Spanien tätig

###### Meister Des
- Meister des (ehem.) Hochaltars der Marienkirche in Lübeck, deutscher Maler und Bildschnitzer
- Meister des Aachener Altars, Künstler des Spätmittelalters
- Meister des Aachener Christophorus, westfälischer Bildhauer und Bildschnitzer
- Meister des Aachener Marienlebens, deutscher Maler des Mittelalters
- Meister des Aeneas, Emailkünstler
- Meister des Albrechtsaltares zu Klosterneuburg, gotischer Künstler
- Meister des Altars des Pierre de Wissant, Maler im Frankreich des Mittelalters
- Meister des Altars von Beyghem, mittelalterlicher Maler
- Meister des Altars von Priesitz, spätgotischer Bildschnitzer
- Meister des Altars von Zeigerheim, mittelalterlicher Bildschnitzer
- Meister des Andreas-Altars, österreichischer Maler
- Meister des Angrerbildnisses, mittelalterlicher Maler
- Meister des Annenaltares, Künstler des Spätmittelalters
- Meister des Ansbacher Kelterbildes, Künstler-Notname, Maler des Mittelalters
- Meister des Astalerfensters, Glasmaler des Mittelalters
- Meister des Augustiner-Altars, spätgotischer Nürnberger Maler
- Meister des Bamberger Altars von 1429, deutscher Maler
- Meister des Bamberger Klaren-Altars, deutscher Maler
- Meister des Bambino Vispo, gotischer Maler
- Meister des Bargello-Tondo, florentinischer Maler
- Meister des Barmherzigen Samariters, niederländischer Maler
- Meister des Bartholomäus-Altars, Künstler des Spätmittelalters
- Meister des Belmer Andreas, westfälischer Bildhauer und Bildschnitzer
- Meister des Berswordt-Retabels, deutscher Tafelmaler
- Meister des Bidpai, spätgotischer Reißer von Holzschnitten und Tafelmaler
- Meister des Bigallo-Kruzifixes, italienischer Maler
- Meister des Brandon-Porträts, Maler der Renaissance
- Meister des Braunschweiger Diptychons, niederländischer Maler
- Meister des Breviers des Jost von Silenen, Buchmaler, Miniaturist
- Meister des Bützow-Altars, niederdeutscher Maler des Spätmittelalters
- Meister des Cadolzburger Altars, Nürnberger Maler
- Meister des Cambridge-Antiphonars, mittelalterlicher Buchmaler
- Meister des Cassone Adimari, Maler in Florenz
- Meister des Corsi-Kruzifixes, italienischer Maler
- Meister des Deichsler-Altars, deutscher Maler
- Meister des Deokarus-Altars, deutscher Bildschnitzer des Mittelalters
- Meister des Dinkelsbühler Marienlebens, deutscher Maler
- Meister des Dominikaner-Triptychons, Maler
- Meister des Dominikanerzyklus, Maler in Nürnberg
- Meister des Dornstädter Altars, deutscher Bildhauer
- Meister des Dreifaltigkeits-Triptychons, Maler
- Meister des Dresdener Gebetbuches, flämischer Buchmaler
- Meister des Dreux Budé, französischer Maler
- Meister des Erfurter Einhornaltars, mittelalterlicher Maler
- Meister des Evert Zoudenbalch, niederländischer Buchmaler
- Meister des Fischener Vesperbildes, Allgäuer Bildschnitzer des Mittelalters
- Meister des Flötzer Retabels, mittelalterlicher Maler
- Meister des Gänsemännchens, deutscher Bildhauer der Renaissance
- Meister des Georg-Kodex, Maler
- Meister des Göttinger Barfüßeraltars, deutscher Maler
- Meister des Grönauer Altars, Bildschnitzer
- Meister des Güstrower Altars, flämischer Künstler
- Meister des Guy de Laval, mittelalterlicher Buchmaler
- Meister des Haintz Narr, mittelalterlicher Holzschneider
- Meister des Harley-Froissart, mittelalterlicher Buchmaler
- Meister des Hartford-Stilllebens, italienischer Maler des Barock
- Meister des Harvard Hannibal, mittelalterlicher Buchmaler
- Meister des Hausbuches, Maler und Kupferstecher
- Meister des Heiligen Augustinus, flandrischer spätgotischer Maler
- Meister des Heiligen Blutes, Maler
- Meister des Heiligen Rochus in Pallanza, italienischer Maler
- Meister des Heiligenbluter Veronikaaltars, mittelalterlicher Maler
- Meister des Heilsbronner Hochaltars, gotischer Maler
- Meister des Heisterbacher Altars, spätgotischer Maler
- Meister des Hochaltars von St. Jakob, gotischer Maler
- Meister des Imhoff-Altars, deutscher Maler
- Meister des Jacques de Besançon, Buchmaler des Mittelalters
- Meister des Jakobialtars, Bildschnitzer und Maler
- Meister des Jouvenel des Ursins, französischer Buchmaler
- Meister des Jüngsten Gerichts von Lüneburg, spätgotischer Maler
- Meister des Kurpfälzischen Skizzenbuchs, mittelalterlicher Zeichner
- Meister des Landauer Altars, gotischer Maler
- Meister des Lautenbacher Hochaltars, gotischer Bildschnitzer
- Meister des Lautenbacher Hochaltars, gotischer Maler
- Meister des Lebensbrunnens, niederländischer Maler
- Meister des Malchiner Altars, niederdeutscher Maler
- Meister des Marienlebens, deutscher Maler des Mittelalters
- Meister des Marientodes, mittelalterlicher Maler
- Meister des Mörlinepitaphs, Bildhauer des Mittelalters
- Meister des Mornauer-Porträts, mittelalterlicher Maler
- Meister des Morrison-Triptychons, niederländischer Maler
- Meister des Munderkinger Altars, mittelalterlicher Maler in Schwaben
- Meister des Netzer Altartriptychons, deutscher Maler
- Meister des Nürtinger Altars, schwäbischer Maler
- Meister des Obersteiner Altars, Mittelalterlicher Maler
- Meister des Pähler Altars, deutscher Maler
- Meister des Palanter Altars, deutscher Maler der Gotik
- Meister des Peringsdörfer-Altars, deutscher Maler
- Meister des Pflockschen Altars, deutscher Maler
- Meister des Plinius des Pico della Mirandola, italienischer Buchmaler
- Meister des Poldi-Pezzoli-Diptychons, italienischer Maler
- Meister des Polyptychons der Capella Medici, italienischer Maler
- Meister des Prenzlauer Hochaltars, deutscher Maler
- Meister des Pulkauer Altars, mittelalterlicher Maler in Niederösterreich
- Meister des Registrum Gregorii, ottonischer Schreiber und Buchmaler
- Meister des Riedener Altars, spätgotischer Maler in Schwaben
- Meister des Rimini-Altars, italienischer Bildhauer
- Meister des Robert Gaguin, Buchmaler des Mittelalters
- Meister des Rohrdorfer Altars, Maler in Schwaben (um 1480)
- Meister des Rostocker Dreikönigsaltars, niederdeutscher Maler
- Meister des Saint Gilles, spätmittelalterlicher Maler
- Meister des Sassenberg-Altars, deutscher Maler
- Meister des Schlutuper Altars, niederdeutscher Bildschnitzer
- Meister des Schöppinger Altars, Maler
- Meister des Schwabacher Altares, spätgotischer Nürnberger Maler
- Meister des Schwarzen Stundenbuches, niederländischer Maler und Illustrator
- Meister des Sebastians-Diptychons, oberrheinischer Maler und Glasmaler
- Meister des Sforza-Gebetbuches, oberitalienischer Buchmaler
- Meister des Sinziger Calvarienberges, Maler
- Meister des Speyerer Altars, deutscher Maler der Spätgotik
- Meister des St. Barbara-Altars, gotischer Maler
- Meister des Stralsunder Junge-Altars, niederdeutscher Bildhauer
- Meister des Tegernseer Hochaltars, süddeutscher Maler
- Meister des Tiefenbronner Hochaltars, deutscher Bildschnitzer
- Meister des Tragaltars von Stavelot, mittelalterlicher maasländischer Goldschmied
- Meister des Tucheraltars, spätgotischer Nürnberger Maler
- Meister des Ulmer Terenz, mittelalterlicher Holzschneider in Ulm
- Meister des Ushaw 10, mittelalterliche Buchmaler
- Meister des Vergil, französischer Buchmaler
- Meister des Verlorenen Sohnes, Maler der Hochrenaissance
- Meister des Wasservass’schen Kalvarienbergs, deutscher Maler
- Meister des Wavrin, mittelalterlicher Buchmaler
- Meister des Wiener Schottenaltars, Malerpersönlichkeit der Spätgotik
- Meister des Willem van Bibaut, Maler
- Meister des Wilton-Diptychons, mittelalterlicher Maler
- Meister des Wimpfener Quirinusaltars, schwäbischer Maler
- Meister des Wippinger Altars, mittelalterlicher Bildhauer
- Meister des Wodhull-Harberton-Stundenbuchs, niederländischer Buchmaler
- Meister des Wolfgangaltars, spätgotischer Nürnberger Maler
- Meister des Yale Missal, französischer Buchmaler
- Meister des Zweder van Culemborg, mittelalterlicher Buchmaler
- Meister des Zwickauer Hochaltarretabels, deutscher Bildschnitzer

###### Meister E
- Meister E. S., Kupferstecher, Goldschmied, Zeichner
- Meister Eckhart, spätmittelalterlicher Theologe und Philosoph

###### Meister F
- Meister Francke, Dominikaner und Maler

###### Meister G
- Meister Gerhard, Dombaumeister in Deutschland

###### Meister H
- Meister Hartmann, deutscher Bildschnitzer und Bildhauer
- Meister Heinrich von Konstanz, mittelalterlicher Bildhauer
- Meister HL, mittelalterlicher Holzbildhauer und Grafiker
- Meister Honoré, französischer Miniaturist
- Meister Hugo, Buchmaler des Mittelalters, in England tätig

###### Meister L
- Meister LCz, Kupferstecher, Zeichner

###### Meister M
- Meister M S, Malerpersönlichkeit
- Meister Michael, deutscher Handwerker, fünfter Kölner Dombaumeister
- Meister Michael, Buchmaler
- Meister mit dem Brustlatz, Künstler und Holzbildhauer, tätig am Mittelrhein
- Meister mit dem gestickten Laub, Maler in Flandern
- Meister mit dem Krebs, Kupferstecher
- Meister mit dem ornamentierten Hintergrund, Intarsien-Künstler
- Meister mit dem Würfel, italienischer Kupferstecher
- Meister mit den Bandrollen, Kupferstecher
- Meister mit den weißen Inschriften, Buchmnaler
- Meister mit der Heuschrecke, Büchsenmacher
- Meister mit der Lilie, Zinngiesser

###### Meister S
- Meister Sibrand, Leiter der Hospitalbruderschaft

###### Meister T
- Meister Tilman, deutscher Schnitzer und Bildhauer

###### Meister V
- Meister vom Metropolitan Museum, barocker Maler
- Meister von 1302, italienischer Maler in der Emilia-Romagna
- Meister von 1310, italienischer Maler
- Meister von 1328, mittelalterlicher Buchmaler
- Meister von 1445, oberrheinischer Maler der Spätgotik
- Meister von 1446, oberrheinischer Kupferstecher
- Meister von 1473, westfälischer Maler
- Meister von 1487, italienischer Maler der Renaissance
- Meister von 1489, westfälischer Maler der Spätgotik
- Meister von 1515, Kupferstecher und Zeichner
- Meister von 1518, flämischer Künstler
- Meister von 1540, niederländischer Porträtmaler
- Meister von 1546, niederländischer Maler
- Meister von Agatharied, gotischer Maler
- Meister von Alcira, spanischer Maler der Renaissance
- Meister von Alkmaar, altniederländischer Maler
- Meister von Ambierle, mittelalterlicher Maler
- Meister von Arguis, mittelalterlicher wohl spanischer Maler
- Meister von Astorga, spanischer Maler
- Meister von Berghofen, mittelalterlicher Bildhauer
- Meister von Bronnweiler, mittelalterlicher Bildschnitzer
- Meister von Budapest, hochgotischer spanischer Maler
- Meister von Cabestany, Bildhauer
- Meister von Calamarca, lateinamerikanischer barocker Maler mit Wirkungsstätte Bolivien
- Meister von Cappenberg (1465–1527), Maler in Westfalen
- Meister von Castelsardo, italienischer Maler
- Meister von Cercenasco, Maler der Frührenaissance in Italien
- Meister von Cesi, italienischer Maler des Mittelalters
- Meister von Chaource, spätmittelalterlicher Bildhauer
- Meister von Coëtivy, mittelalterlicher Buchmaler und Maler
- Meister von Delft, gotischer Maler
- Meister von Dingolfing, spätmittelalterlicher Bildschnitzer
- Meister von Dunois, französischer Miniaturmaler
- Meister von Eggenburg, spätgotischer Maler
- Meister von Eriskirch, deutscher Bildschnitzer
- Meister von Faenza, italienischer Maler
- Meister von Flémalle, flämischer Maler
- Meister von Fogdö, romanischer Freskenmaler in Schweden
- Meister von Fossa, italienischer Maler
- Meister von Frankfurt (1460–1533), belgischer Maler
- Meister von Großgmain, Malerpersönlichkeit der Spätgotik
- Meister von Guillebert de Mets, Buchmaler in Flandern
- Meister von Hakendover, Bildhauer
- Meister von Heiligenkreuz, gotischer Maler und Miniaturist
- Meister von Hohenfurth, mittelalterlicher Maler
- Meister von Huckarde, westfälischer Bildhauer und Bildschnitzer
- Meister von Iserlohn, deutscher Maler
- Meister von Joachim und Anna, niederländischer Bildschnitzer
- Meister von Kirchdrauf, Maler der Spätgotik
- Meister von Königsfelden, Schweizer Künstler von Glasbildern
- Meister von Liesborn, Maler
- Meister von Lourinhã, portugiesischer Renaissancemaler
- Meister von Marradi, italienischer Maler
- Meister von Mediasch, spätgotischer Maler in Siebenbürgen
- Meister von Memphis, florentinischer Künstler
- Meister von Meßkirch, deutscher Maler
- Meister von Mondsee, österreichischer Maler
- Meister von Mörlbach, süddeutscher Maler
- Meister von Mühldorf, spätgotischer Maler
- Meister von Müstair, frühmittelalterlicher Maler
- Meister von Nerezi, westbyzantinischer mittelalterlicher Maler
- Meister von Okoličné, mittelalterlicher Maler
- Meister von Osma, mittelalterlicher wohl spanischer Maler
- Meister von Osnabrück, deutscher Bildhauer und Bildschnitzer
- Meister von Ottobeuren, deutscher Bildschnitzer
- Meister von Pratovecchio, Maler der Frührenaissance
- Meister von Rabenden, süddeutscher Bildhauer
- Meister von Raigern, Maler des Mittelalters
- Meister von Rieden, spätgotischer südniederländischer Bildschnitzer
- Meister von Rieux, mittelalterlicher Bildhauer
- Meister von Riglos, gotischer Maler
- Meister von Sainte Gudule, altniederländischer Maler
- Meister von San Martino alla Palma, italienischer Maler der Frührenaissance
- Meister von San Miniato, italienischer Maler der Frührenaissance
- Meister von Sankt Severin, deutscher Maler der Spätgotik
- Meister von Sardoal, spätgotischer Maler
- Meister von Schloss Lichtenstein, gotischer Künstler
- Meister von Seeon, deutscher Bildhauer
- Meister von Sierentz, deutscher Maler der Spätgotik
- Meister von Sigmaringen, deutscher Maler
- Meister von Soriguerola, katalanischer Maler
- Meister von St. Laurenz, Maler
- Meister von St. Sigmund, spätgotischer Maler
- Meister von Tahull, mittelalterlicher Maler
- Meister von Tavarnelle, italienischer Maler
- Meister von Trochtelfingen, gotischer Bildschnitzer
- Meister von Urphar, Freskenmaler
- Meister von Veringen, deutscher Maler
- Meister von Vielha, spanisch-katalanischerr Maler
- Meister von Werden, deutscher Maler
- Meister von Wittingau, tschechischer Maler
- Meister von Zamora, spanischer Maler der Gotik

###### Meister W
- Meister W mit dem Schlüssel, niederländischer Kupferstecher

###### Meister,
- Meister, Abraham (1901–1990), deutscher evangelischer Theologe, Bibellehrer und Bibelübersetzer
- Meister, Albert (1895–1942), deutscher Politiker (NSDAP), MdR, MdL
- Meister, Albrecht Ludwig Friedrich (1724–1788), deutscher Physiker, Mathematiker und Hochschullehrer
- Meister, Alexander Karlowitsch (1865–1938), russischer Geologe, Petrograph und Mineraloge
- Meister, Alfred (1888–1914), deutscher Maler
- Meister, Aloys (1866–1925), deutscher Historiker
- Meister, Andi (* 1938), estnischer Ingenieur und Politiker
- Meister, Andreas (* 1966), deutscher Mathematiker und Hochschullehrer
- Meister, August (1873–1939), deutsch-schweizerischer Maschinenbauingenieur
- Meister, Beat (* 1965), Schweizer Radrennfahrer
- Meister, Bernhard (1869–1930), hessischer Kavallerieoffizier
- Meister, Bo (* 1999), deutscher Basketballspieler
- Meister, Carl (1818–1876), deutscher Schauspieler und Regisseur
- Meister, Carl (1888–1962), deutscher Kaufmann
- Meister, Carl Friedrich Wilhelm (1827–1895), deutscher Kaufmann und Industrieller
- Meister, Carl Ludwig Daniel (1800–1877), Hamburger Kaufmann und Abgeordneter
- Meister, Carolin (* 1969), deutsche Kunsthistorikerin
- Meister, Cäsar (1927–2017), deutscher Politiker (SPD), Bausenator in Hamburg und Mitglied der Hamburgischen Bürgerschaft
- Meister, Casimir (1869–1941), Schweizer Komponist, Kirchenmusiker und Sammler von Volksliedern
- Meister, Christian Friedrich Georg (1718–1782), deutscher Rechtswissenschaftler und Hochschullehrer
- Meister, Christoph Georg Ludwig (1738–1811), deutscher reformierter Geistlicher, Theologe und Kirchenlieddichter
- Meister, Cornelius (* 1980), deutscher Dirigent und Pianist
- Meister, Deborah (* 1990), schweizerisch-US-amerikanische Schauspielerin
- Meister, Derek (* 1973), deutscher SchriftstellerDerek Meister (* 1973)

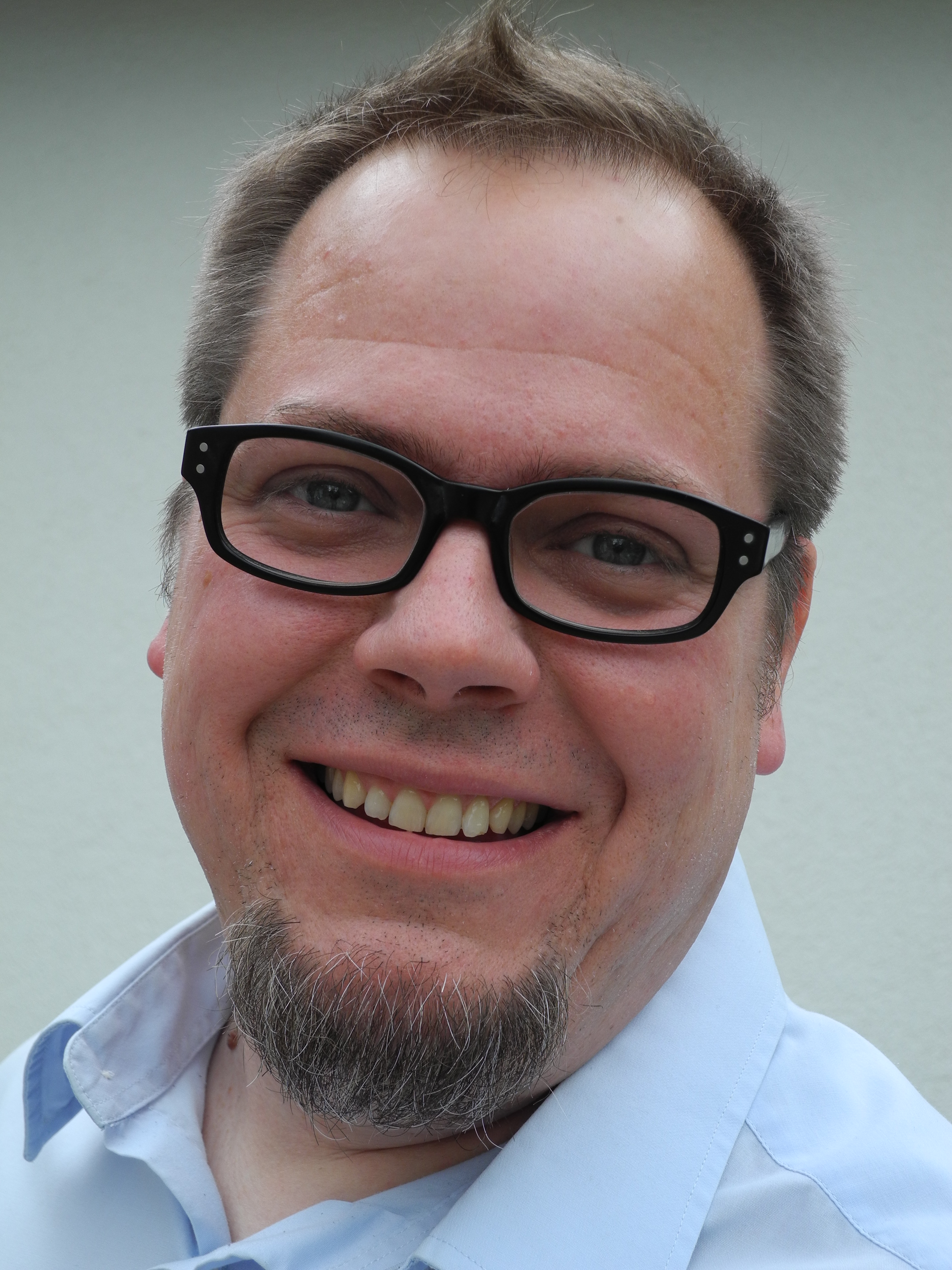
Derek Meister (* 1973)

- Meister, Dietrich (1927–2014), deutscher Politiker (CDU), MdL
- Meister, Doris (* 1952), deutsche Schwimmerin und Olympiateilnehmerin
- Meister, Dorothee (* 1960), deutsche Erziehungswissenschaftlerin und Medienpädagogin
- Meister, Eckard (1885–1914), deutscher Rechtswissenschaftler und Rechtshistoriker
- Meister, Edgar (* 1940), deutscher Politiker (SPD) und Bundesbankvorstand
- Meister, Edwin (1884–1970), deutscher Textiltechnologe
- Meister, Else (1912–2005), deutsche Schriftstellerin
- Meister, Erhard (1948–2013), Schweizer Politiker (SVP)
- Meister, Ernst, deutscher Jurist und Landrat
- Meister, Ernst (1832–1904), deutscher Historien-, Genre-, Porträt- und Tiermaler der Düsseldorfer Schule
- Meister, Ernst (1887–1939), deutscher Geologe
- Meister, Ernst (1900–1972), deutscher Schriftsteller
- Meister, Ernst (1911–1979), deutscher Schriftsteller
- Meister, Ernst (1926–1986), österreichischer Schauspieler
- Meister, Eugen (1886–1968), Schweizer Maler
- Meister, Ferdinand (1828–1915), deutscher Klassischer Philologe und Gymnasiallehrer
- Meister, Franz Xaver (1810–1872), deutscher Pädagoge und Meteorologe
- Meister, Friedrich Wilhelm (1870–1946), deutscher Verwaltungsjurist, Landrat, Ministerialbeamter und Richter
- Meister, Fritz (1856–1929), deutscher Theaterschauspieler
- Meister, Fritz (1896–1976), deutscher Beamter und Politiker (SPD), MdL
- Meister, Georg (1929–2022), deutscher Forstwissenschaftler und Sachbuchautor
- Meister, Georg Jacob Friedrich (1755–1832), deutscher Rechtswissenschaftler und Hochschullehrer sowie Verfechter eines humaneren Strafrechts
- Meister, George (1653–1713), Hofgärtner und Botaniker in Dresden, Asienreisender
- Meister, Georgi Karlowitsch (1873–1938), russischer Biologe, Pflanzenzüchter
- Meister, Gérard (1889–1967), französischer Schwimmer
- Meister, Gerhard (* 1967), Schweizer Bühnenautor und Spokenword-Künstler
- Meister, Gerrit (* 1986), deutsch-US-amerikanischer American-Football-Spieler
- Meister, Hans-Peter (1909–1978), deutscher Jurist und Unternehmer
- Meister, Heinrich (1842–1906), deutscher Gewerkschafter und Politiker (SPD), MdR
- Meister, Heinrich (1894–1972), Schweizer Keramiker
- Meister, Heinz, Spieleautor
- Meister, Henrik (* 2003), dänischer Fußballspieler
- Meister, Herbert E. (* 1946), deutscher Jurist
- Meister, Herbert von (1866–1919), deutscher Industrieller und Politiker
- Meister, Hermann (1890–1956), deutscher Verleger und Schriftsteller
- Meister, Horst (* 1937), deutscher Künstler
- Meister, Hubert (1938–2010), deutscher Organist und Musikwissenschaftler
- Meister, Hugo (1901–1956), deutscher Politiker (KPD)
- Meister, Jacques-Henri (1744–1826), deutsch-schweizerischer Theologe, Autor und Journalist
- Meister, Jakob (* 1955), deutsch-russischer Schachmeister
- Meister, Jan Bernhard (* 1981), Schweizer Althistoriker
- Meister, Jan Christoph (* 1955), deutscher Germanist
- Meister, Johann (1862–1943), deutscher General der Infanterie
- Meister, Johann Christian Friedrich (1758–1828), deutscher Jurist und Hochschullehrer
- Meister, Johann Friedrich († 1697), deutscher Komponist und Organist des Barock
- Meister, Johann Heinrich (1700–1781), Schweizer evangelischer Theologe und Geistlicher
- Meister, Johannes (1892–1966), deutscher Jurist, Staatsrat, Politiker (NSDAP)
- Meister, Johannes (* 1976), deutscher Jurist, Richter am Bundesverwaltungsgericht
- Meister, Johannes Friedrich (1926–2014), deutscher evangelisch-lutherischer Geistlicher
- Meister, Joseph (1876–1940), französischer Mann, erster vollständig gegen Tollwut geimpfter MenschJoseph Meister (1876–1940)

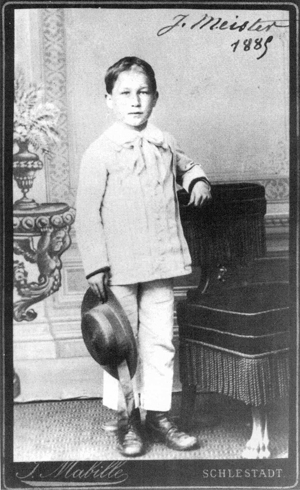
Joseph Meister (1876–1940)

- Meister, Jürg (* 1958), Schweizer Architekt und Gründer von nextroom
- Meister, Karl (1880–1963), deutscher Klassischer Philologe
- Meister, Karl (1903–1986), deutscher Komponist, Dirigent und Musikerzieher
- Meister, Klaus (* 1938), deutscher Althistoriker
- Meister, Konrad (1930–2002), deutscher Pianist und Hochschullehrer
- Meister, Kurt (1901–1961), deutscher Schauspieler, Theater- und Hörspielregisseur, Autor, Hörspiel- und Synchronsprecher
- Meister, Leonard (1741–1811), Schweizer Lehrer, Politiker und evangelischer Geistlicher
- Meister, Lothar I (1931–2021), deutscher Radrennfahrer
- Meister, Lothar II (1928–2019), deutscher Radrennfahrer
- Meister, Lucas (* 1996), Schweizer Handballspieler
- Meister, Lukas (* 1986), deutscher Singer-Songwriter, Musiker und Texter
- Meister, Marc-Patrick (* 1980), deutscher Fußballtrainer
- Meister, Marion (* 1974), deutsche Kinder- und Jugendbuchautorin
- Meister, Martin, deutscher Wissenschaftsjournalist
- Meister, Martin († 1625), deutscher Benediktinerabt, Landgraf von Bonndorf
- Meister, Michael (* 1961), deutscher Mathematiker und Politiker (CDU), MdBMichael Meister (* 1961)

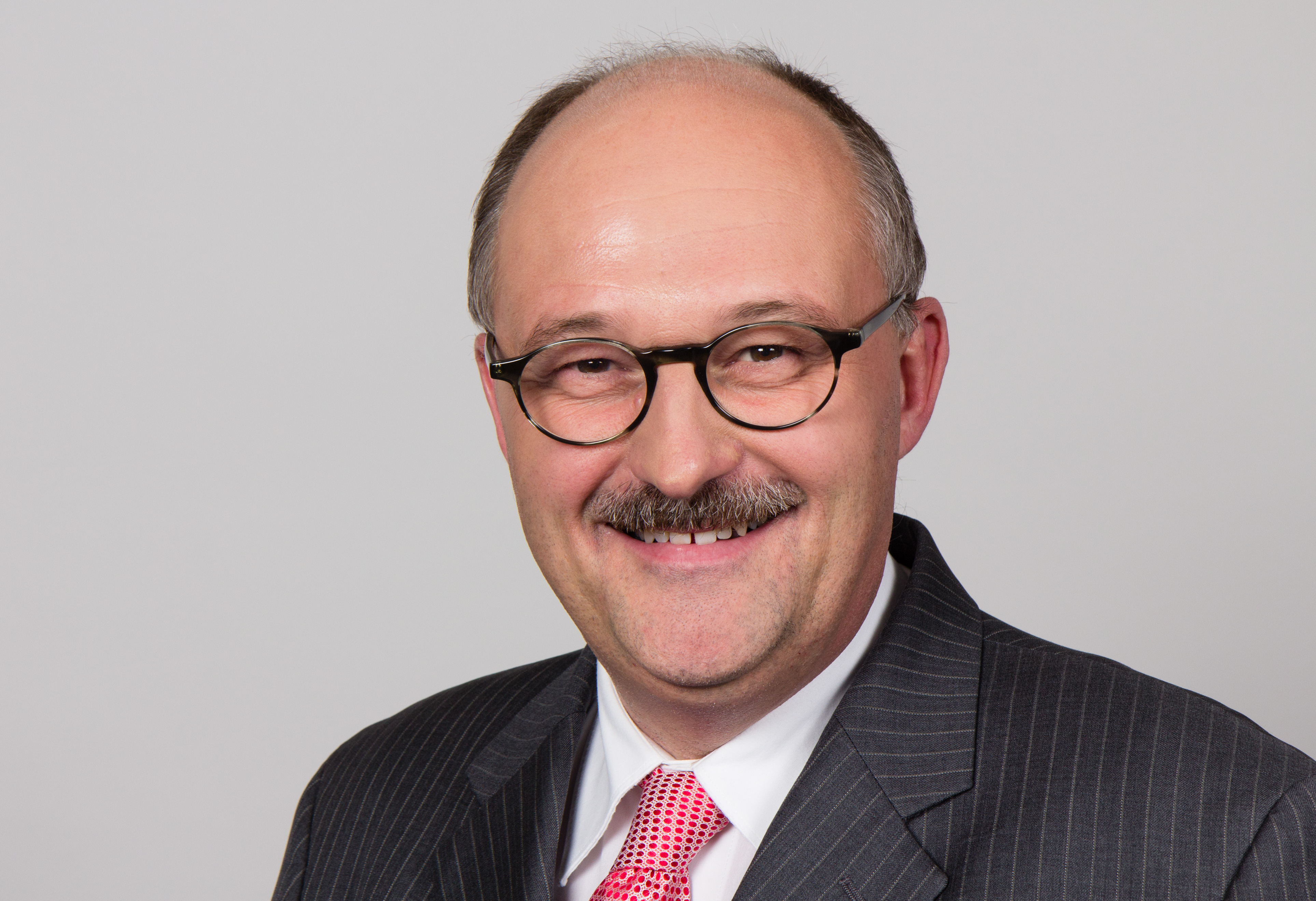
Michael Meister (* 1961)

- Meister, Michael (* 1974), deutscher Politiker (AfD), MdL
- Meister, Monika (* 1949), österreichische Theaterwissenschaftlerin
- Meister, Nathan, neuseeländischer Schauspieler
- Meister, Nicolas (* 1989), US-amerikanischer Tennisspieler
- Meister, Nicolas (* 1999), österreichischer Fußballspieler
- Meister, Nikolas (1809–1883), deutschamerikanischer Historien- und Landschaftsmaler
- Meister, Nora (* 2003), Schweizer Schwimmerin
- Meister, Olaf (* 1971), deutscher Politiker (Bündnis 90/Die Grünen), MdL
- Meister, Oskar (* 1892), deutscher Landrat
- Meister, Paul (1926–2018), Schweizer Degenfechter und Romanist
- Meister, Peter (1934–1999), Schweizer Bildhauer, Plastiker und Zeichner
- Meister, Ralf (* 1962), deutscher lutherischer Theologe, Landesbischof der Evangelisch-lutherischen Landeskirche HannoversRalf Meister (* 1962)

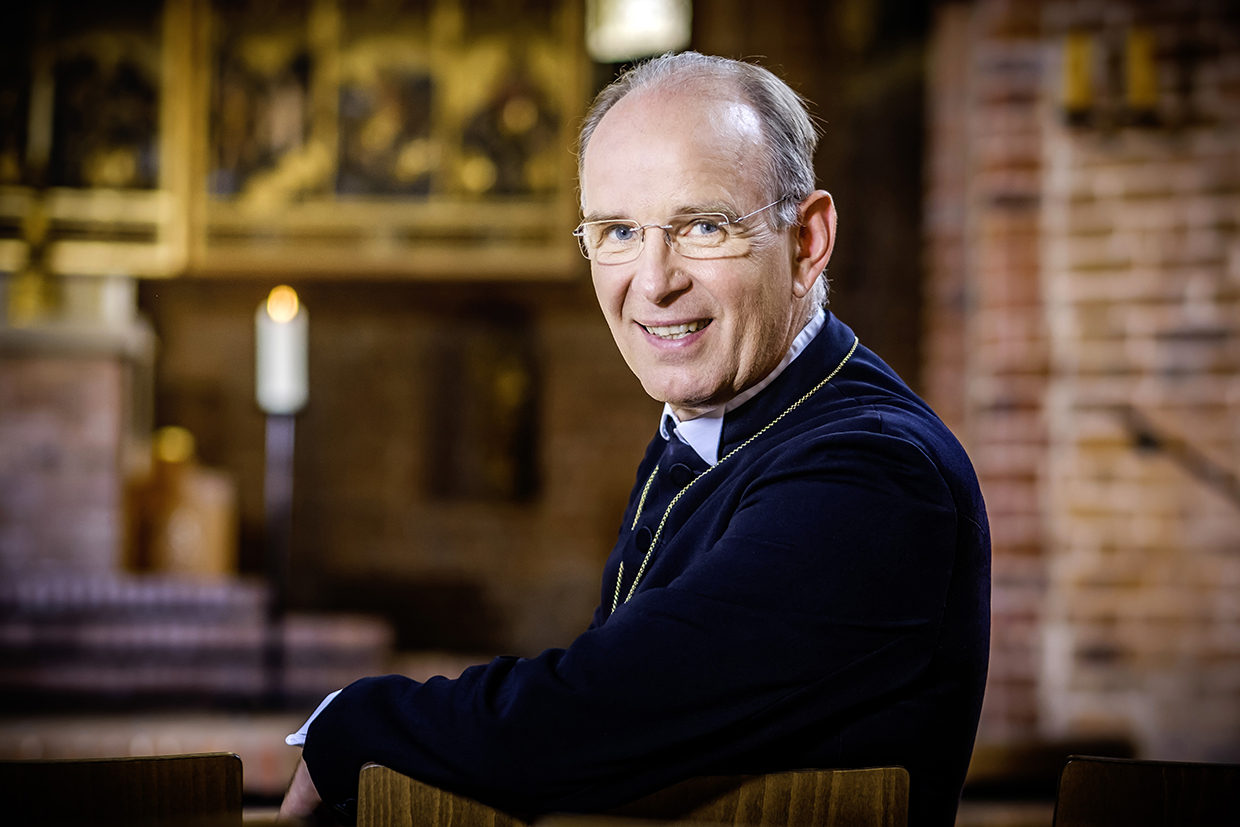
Ralf Meister (* 1962)

- Meister, Richard (1848–1912), deutscher Epigraphiker, Sprachwissenschaftler und Gymnasiallehrer
- Meister, Richard (1881–1964), österreichischer Altphilologe und Pädagoge
- Meister, Rudolf (1897–1958), deutscher General der Flieger im Zweiten Weltkrieg
- Meister, Rudolf (* 1963), deutscher Pianist und Hochschullehrer
- Meister, Rupert (* 1965), deutscher Eishockeytorwart, -trainer und -funktionär
- Meister, Sibylle (* 1963), deutsche Politikerin (FDP), MdA
- Meister, Siegfried (1903–1982), deutscher Ingenieur und Politiker (CDU), MdL, MdB, MdEP
- Meister, Simon (1796–1844), deutscher Maler
- Meister, Sophie (* 1981), deutsche Schauspielerin und Model
- Meister, Stefan (* 1975), deutscher Politologe
- Meister, Stefanie (* 1996), Schweizer Unihockeyspielerin
- Meister, Tara (* 1997), österreichische Ärztin und Autorin
- Meister, Thomas Hermann (* 1955), deutscher Diplomat
- Meister, Tobias (* 1957), deutscher Schauspieler und SynchronsprecherTobias Meister (* 1957)

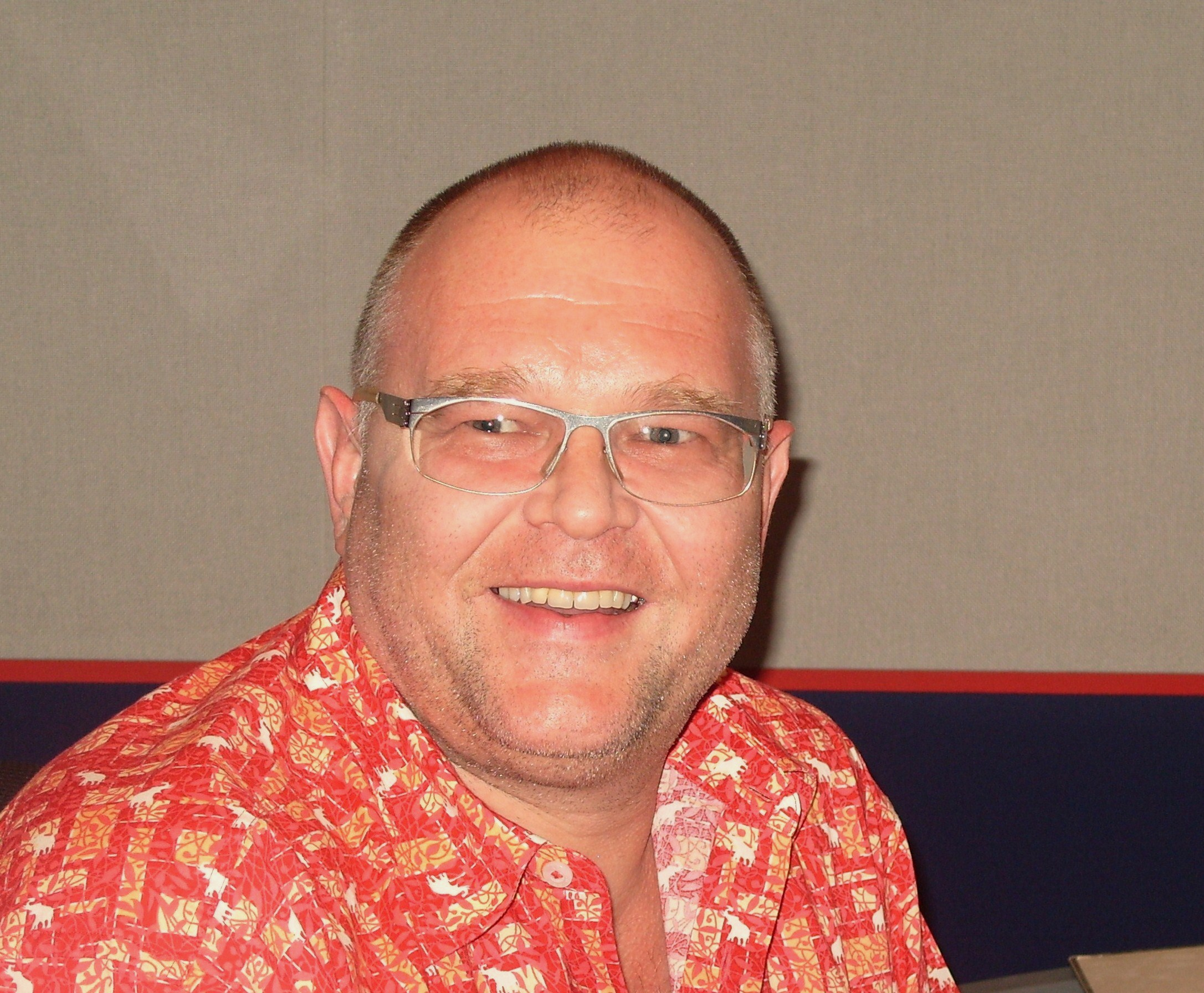
Tobias Meister (* 1957)

- Meister, Tristan (* 1989), deutscher Chordirigent
- Meister, Ulrich (1947–2023), schweizerisch-deutscher Konzeptkünstler und Zeichner
- Meister, Ulrich (* 1960), deutscher Manager
- Meister, Ulrich junior (1838–1917), Schweizer Förster und Politiker
- Meister, Ulrich senior (1801–1874), Schweizer Politiker
- Meister, Werner (1889–1969), Schweizer Politiker (BGB)
- Meister, Wibke (* 1995), deutsche Fußballspielerin
- Meister, Wilhelm von (1863–1935), deutscher Diplomat und Politiker

###### Meister-S
- Meister-Scheufelen, Gisela (* 1956), deutsche Politikerin (CDU), MdL

###### Meister-Z
- Meister-Zingg, Gertrud (1898–1984), Schweizer Keramikerin

###### Meisterh
- Meisterhans, Nadja (* 1974), deutsche Politikwissenschaftlerin
- Meisterhofer, Klaudia (* 1970), österreichische Langlauf- und Triathlon-Sportlerin

###### Meisterl
- Meisterle, Silvia (* 1978), österreichische Schauspielerin
- Meisterlin, Friedrich (1789–1847), deutscher Politiker und Finanzminister im Kurfürstentum Hessen
- Meisterlin, Jonas (1585–1663), deutscher Jurist und Gesandter bei den Westfälischen Friedensverhandlungen
- Meisterlin, Sigismund, deutscher Humanist und Historiker

###### Meisterm
- Meistermann, Artur (1884–1975), deutscher Politiker (Zentrum, CDU), MdL
- Meistermann, Georg (1911–1990), deutscher Maler, Zeichner und GraphikerGeorg Meistermann (1911–1990)

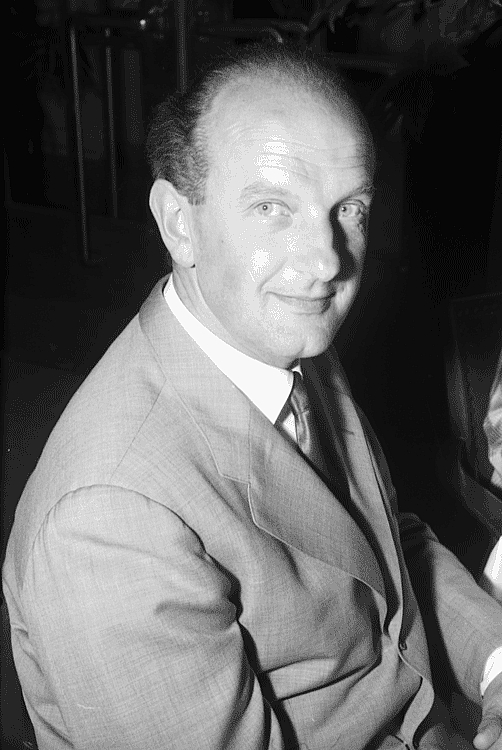
Georg Meistermann (1911–1990)

- Meistermann-Seeger, Edeltrud (1906–1999), deutsche Psychoanalytikerin und Hochschullehrerin

### Meisz
- Meiszinglerová, Jana (* 1977), slowakische Biathletin
- Meiszner, José Luis, argentinischer Fußballfunktionär
- Meiszner, Walther Carl (1896–1931), deutscher Pianist